# Sigmund Freud
Sigmund Freud (6. května 1856 Příbor – 23. září 1939 Londýn), rodným jménem Sigismund Šlomo Freud, byl rakouský lékař-neurolog, psycholog a zakladatel psychoanalýzy. Narodil se v moravském Příboře, v německy mluvící židovské rodině pocházející z Haliče. Již během jeho raného dětství se rodina přestěhovala do Vídně, kde prožil takřka celý život. Zemřel v emigraci v Londýně, kam se krátce před smrtí uchýlil před nastupujícím nacismem.
Vytvořil psychoterapeutickou metodu založenou na volných asociacích pacienta, vytvoření přenosového vztahu s ním a na interpretaci jeho promluv, snů, přenosových emocí a odporu během terapie. Okolo této terapeutické techniky rozvinul rozsáhlý teoretický systém popisující člověka z hlediska psychologického, filozofického i antropologického. Systém má několik větví, z nichž nejvýznamnější je pudová teorie (libido, vývojová stadia libida, narcismus, pud smrti), tzv. první topika (přání, výklad snů, oidipovský komplex, nevědomí, předvědomí, vědomí) a tzv. druhá topika (ego, superego a id). Velkou pozornost věnoval též kultuře a náboženství. Byl třetím nejcitovanějším psychologem 20. století.

## Život

### Dětství a studia

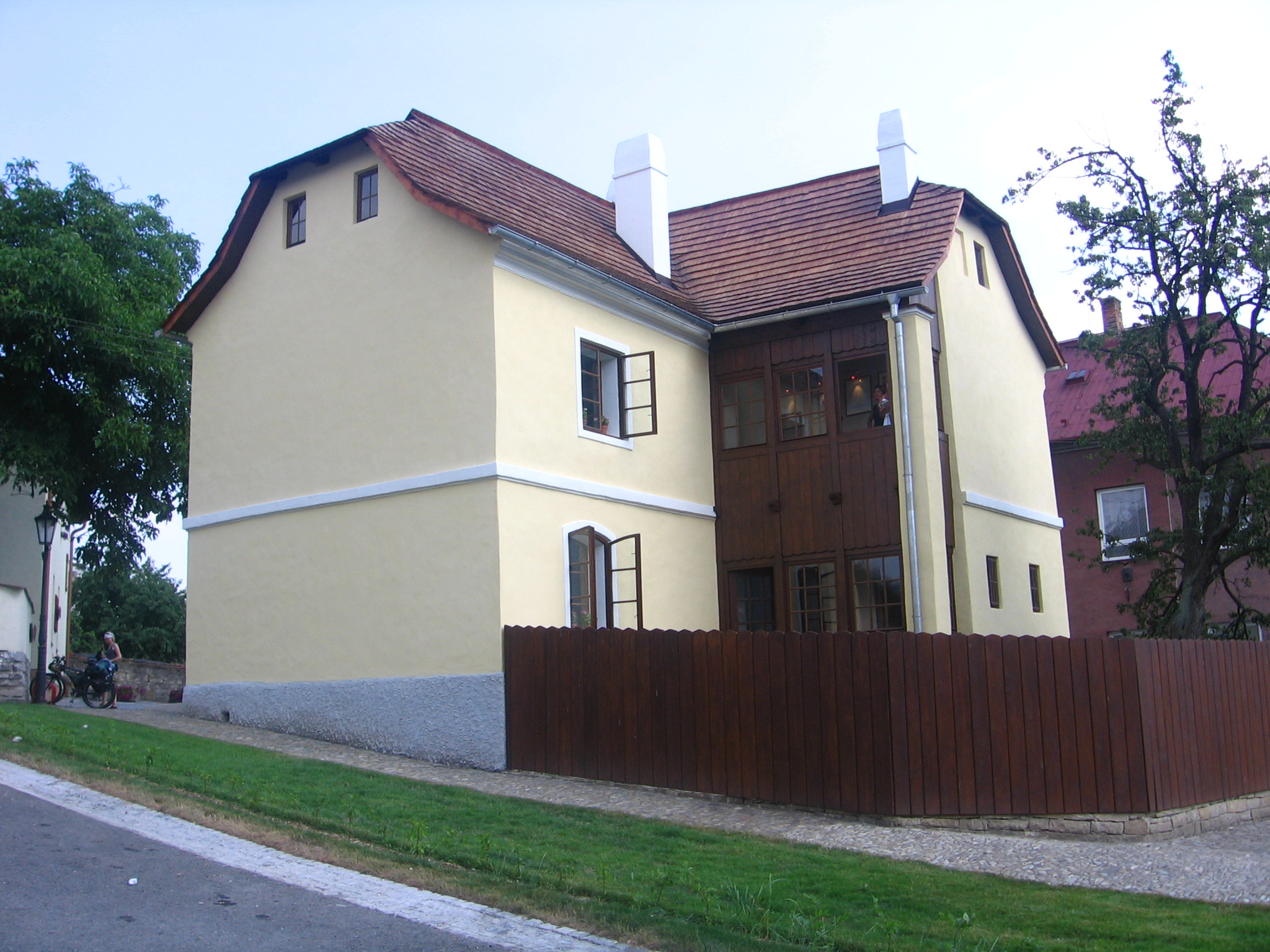
Rodný dům v Příboře

Jeho předci žili od 15. století v Kolíně nad Rýnem, odkud utekli před pogromem východním směrem. V 19. století se z Litvy stěhovali do Haliče a poté zakotvili v Rakousko-Uhersku.
Jeho původní židovské jméno znělo Šlomo Simcha. Freud je německým překladem hebrejského Simcha, což značí „radost“. Jméno Šlomo (či Solomon) obdržel po dědovi, který zemřel nedlouho před jeho narozením. Šlomo Simcha pak znamená „moudrý muž, který se těší z učení“. Podle jiné teorie nese jméno po burgundském králi svatém Zikmundovi, českém národním patronu (nezaměňovat s českým králem Zikmundem Lucemburským). Motivací volby tohoto jména měla být snaha po konformitě s českým (a zároveň katolickým) okolím.
Byl nejstarším z osmi dětí z třetího manželství židovského obchodníka s látkami Ja'akova Freuda s Amálii Malka Nathasonovou. Narodil se do společenství asimilovaných židů v prvním patře domu č. 117 v Zámecké ulici v Příboře na Moravě, kde rodina žila do Sigmundových tří let. Odstěhovat se musela kvůli hospodářské krizi, která vedla k bankrotu otcova obchodu. Roku 1859 – po krátkém pobytu v Lipsku – se rodina usadila ve Vídni.
Freud jako malý nechodil do školy, základní vzdělání získal doma. V deseti letech (o rok dříve než bylo obvyklé) nastoupil na Leopoldstädter Kommunal-Realgymnasium, později známé jako Sperlovo gymnázium. Patřil zde k nejlepším žákům, stal se primusem a absolvoval s vyznamenáním. Původně chtěl studovat práva, avšak po přečtení spisu O přírodě, který je připisován Goethemu, se náhle rozhodl pro studium medicíny. Začal ji studovat roku 1873 na Vídeňské univerzitě a závěrečné zkoušky složil za osm let, tedy s jistým zpožděním – mimo jiné i kvůli dvěma studijním pobytům v experimentální zoologické stanici v Terstu (kde se zrodila jeho láska k Itálii). Roku 1873 ho také silně vzrušila zpráva, že Heinrich Schliemann objevil starořecké město Trója, které vykopal zpod nánosů času jen díky důvěře v Homérův básnický popis. Archeologie ho od té doby fascinovala a metafora vykopávky silně ovlivnila jeho pozdější pojetí nevědomí a způsob, jak se k jeho obsahům dobíral.
Promoval roku 1881 jako doktor veškerého lékařství. Univerzitní prostředí ve Vídni ho ovlivnilo v několika směrech. Setkal se zde se silným antisemitismem, což dle jeho vlastních slov posílilo jeho opozičnictví. Také ho to odradilo od sympatií k německému nacionálnímu hnutí, cítil se poté vždy buď Rakušanem nebo Židem (v národním, nikoli náboženském smyslu). Zaujaly ho přednášky z psychiatrie Theodora Meynerta (tehdy ještě nepochyboval o jeho plně neurologickém přístupu k psýše), ale obdobně jako T.G. Masaryka i přednášky filozofa Franze Brentana. Občas jeho zájem odbíhal od témat lékařských ke kulturním, přeložil například čtyři eseje Johna Stuarta Milla (mimo jiné o ženské emancipaci). Pohlcen byl též četbou knihy brněnského rodáka Theodora Gomperze Myšlení Řeků a studie Dějiny řecké civilizace Jacoba Burckhardta, díky čemuž později řadu svých objevů spojil s řeckou mytologií (Oidipus, Élektra, Erós, Thanatos). Velmi ho zaujalo dílo Charlese Darwina a intenzivně ho studoval. Přestože se později vzdálil biologii, Darwina si vždy vážil a podle Élisabeth Roudinescové byl darwinismus vždy základním skrytým modelem celého Freudova díla. Frank Sulloway se vyjádřil analogicky, Freud podle něj vytvořil „kryptobiologický“ systém, ač je považován za zakladatele čistě psychologického pohledu na psýchu.

### Vědcem a lékařem

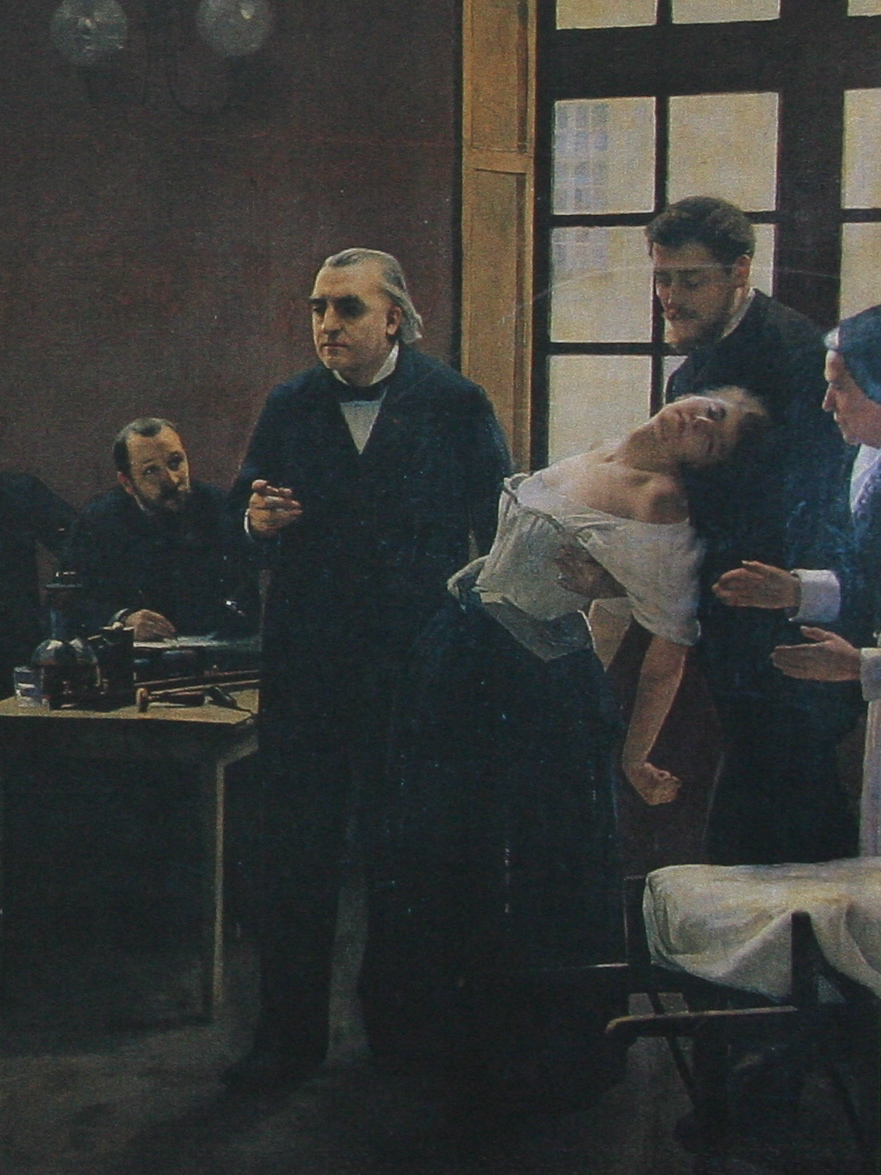
Charcotova demonstrace hypnózy na přednášce

Ještě za studií, roku 1876, se začal věnovat výzkumu. Nastoupil do laboratoře Ernsta Wilhelma Rittera von Brückeho a začal i publikovat ve vědeckém tisku – jeho první příspěvek je věnován pohlavním žlázám úhořů, úspěch měla i práce o centrální nervové soustavě mihule říční. Při svých neurologických bádáních nebyl daleko od definování neuronu (definován byl ovšem až Waldeyerem roku 1891). Přesto nebyl Freud ochoten se pro vědu zcela obětovat, a to proto, že do jeho osudu zasáhla láska – roku 1882 poznal Martu Bernaysovou a zamiloval se do ní. Její rodina mu dala jasně najevo, že si ji nebude moci vzít, dokud nebude hmotně zabezpečen. Podmínky ve výzkumu však byly nuzné a Ernst Brücke Sigmundu Freudovi přiznal, že na lépe placenou pozici by musel čekat příliš dlouho. Opustil proto vědeckou kariéru a stal se Meynertovým asistentem (sekundararzt) ve Vídeňské všeobecné nemocnici.
I v nemocnici ještě nějaký čas inklinoval k výzkumu. Zdokonalil například metodu barvení neurologických řezů a publikoval o tom článek, který mu zajistil reputaci. Napsal rovněž monografii o rostlině kokainovník pravý, experimenty s kokainem však jeho pozici v lékařských a vědeckých kruzích zhoršily – především poté, co se pokoušel kokainem ulevit svému příteli Ernstu von Fleischlovi, morfinistovi. Fleischl se stal závislým jak na morfiu, tak na kokainu (kterýžto možný účinek Freud neznal, látka byla dosud neprozkoumána), což vedlo ke kritice Freuda jeho kolegy.
Roku 1885 se stal soukromým docentem, ale jeho ekonomická situace se stále příliš nelepšila. Podnikl tudíž dva kroky, které se pro jeho budoucí vývoj staly zásadními: přijal místo na soukromé klinice v Oberdöblingu, kde se poprvé doslechl o hypnóze. Poté odjel na roční stipendijní pobyt do Paříže k profesoru Jean-Martinu Charcotovi. Charcot používal hypnózu při svých přednáškách, demonstroval její účinky na dobrovolnících. Freud byl fascinován. Do centra jeho pozornosti se dostávala i hysterie, jíž se Charcot také zabýval. Během přednášek u Charcota byl Freud upozorněn, že hypnózu užívá i Hyppolyte Bernheim v Nancy. Freud navštívil i Bernheimovy přednášky, byť mezi Charcotem a Bernheimem panovala ohromná rivalita. Freud si nicméně oba získal tím, že přeložil jejich díla do němčiny: Charcotovy přednášky Leçons sur les maladies du système nerveux a Bernheimovu práci De la suggestion et de ses applications thérapeutiques.
U Charcota pochopil především to, že může existovat myšlení, které je odděleno od vědomí. Byl to základ pro pozdější koncept nevědomí.

### Případ Anny O.

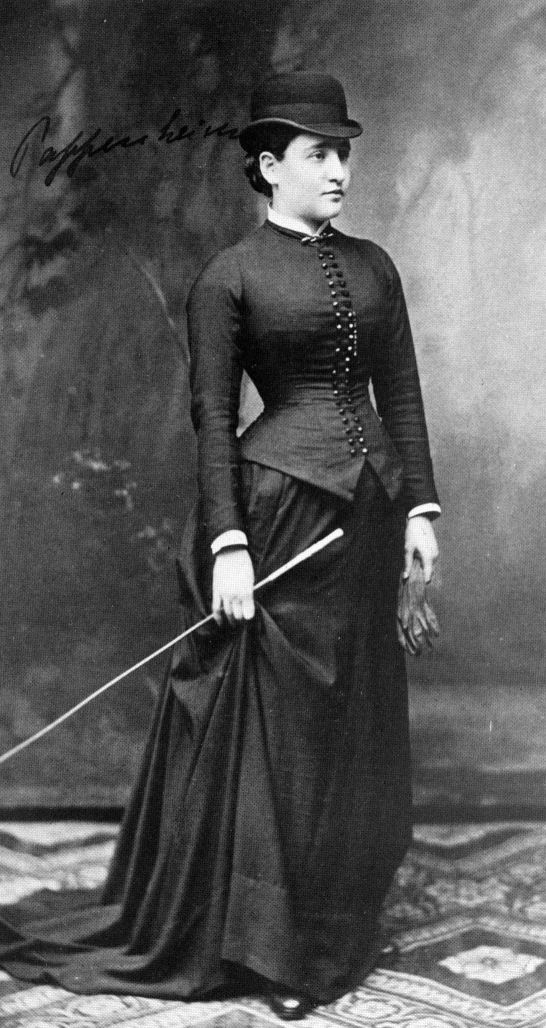
Bertha Pappenheim v roce 1882

Roku 1886 se vrátil do Vídně. Oženil se s Martou Bernaysovou a otevřel si soukromou praxi. Zabýval se léčením neuróz a hysterie. Nejprve užíval elektroléčbu Wilhelma Heinricha Erba, ale brzy poznal, že účinky jsou nulové. Jiné způsoby, jak pomoci hysterickým pacientům, nebyly tehdy známy. Pokoušel se tedy nějak aplikovat hypnózu, jíž se naučil ve Francii. Právě touto cestou se propracoval k vlastní metodě a vlastní teorii lidské osobnosti – psychoanalýze.
Klíčovou roli při objevu psychoanalýzy sehrál případ „Anny O.“, jak je nazývána ve Freudových spisech. Dnes je známo, že se tato pacientka jmenovala Bertha Pappenheimová a že se později stala slavnou feministkou. Poprvé se o tomto případu Freud dozvěděl v roce 1882 od svého přítele Josefa Breuera. I později se o Bertě dozvídal, jelikož byla několikanásobně spřízněna s jeho ženou.
Případ začal v roce 1880, kdy byl k jednadvacetileté dívce poprvé povolán Breuer. Diagnostikoval těžkou hysterii a začal ženu léčit. Trpěla fyzickými poruchami (ztráta zraku, ochrnutí, ztráta řeči), které měly původ v psychickém vypětí, jež pramenilo z toho, že se po nocích starala o nemocného otce. Breuer léčil klidem na lůžku, ale symptomy se vrátily i po otcově smrti, což naznačovalo, že stres nebyl jedinou příčinou problémů. Breuer vyzkoušel hypnózu, ale na rozdíl od Bernheima v Nancy se nesnažil pacientku sugestivně ovlivnit, naopak nechal promlouvat ji samotnou, dotazoval se jí na původ jejích symptomů. A pacientce se po probuzení z hypnózy skutečně ulevovalo. Sama Bertha tomu říkala „léčba mluvením“ (talking cure) či „vymetání komína“ (chimney sweeping). Ovšem léčba měla i účinek, který Breuer nepředpokládal: Bertha se do něj zjevně zamilovala, fixovala se na něj, což se nelíbilo jeho ženě. A tak Breuer v roce 1882 léčbu náhle přerušil. Bertha si vzápětí vsugerovala porodní bolesti a ještě ten večer se zmítala v křečích, křičíc: „Teď se narodí dítě doktora Breuera“. Ten byl přivolán, uvedl ji naposled do hypnózy a odeslal do sanatoria, načež sám odjel se ženou na jakési druhé líbánky. Bertha byla ve vztahu k Breuerovi v tzv. přenosu. Přenos se později stal základem psychoanalytické léčby, Breuera to však vyděsilo. Freud o tom roku 1932 napsal v dopise Stefanu Zweigovi: „V tomto okamžiku držel v ruce klíč. (…) On ho však zahodil. Při všech velkých duševních darech v sobě neměl nic faustovského“.
Freud v praxi rychle zjišťoval, že elektroléčba je k ničemu. Chopil se naděje, která z Breuerova případu vyplývala – pacientce se ulevilo, když mohla bez zábran, v hypnóze, mluvit o tom, co ji trápí. Sám se také pokoušel uvádět pacienty do hypnózy, ale neměl k tomu příliš vlohy. Vymyslel proto novou techniku – když si pacient nemohl na něco vzpomenout, Freud mu vsugeroval, že si to vybaví poté, co mu sáhne na čelo. Tato metoda měla překvapivý úspěch. Freud dospěl ke klíčovému objevu první fáze své tvorby: „Hysterici trpí vzpomínkami“. Nechtěl si však uzurpovat nárok na objev, který dle něj náležel Breuerovi, a tak Freud Breuera po deseti letech (1895) od případu Anny O. přesvědčil k sepsání jejího chorobopisu. Sám přidal další čtyři chorobopisy, které nashromáždil. pPk společně publikovali Studie o hysterii (nikoliv bez vzájemných neshod).

### Teorie traumatu
Terapii, kterou takto společně vytvořili, nazvali katartická metoda. Z ní se vyvinula, již bez Breuerovy účasti, psychoanalýza. K tomu ovšem Freud musel ještě rozvinout metodu volné asociace – dialog mezi lékařem a pacientem postupně povýšil na pacientův monolog, čímž také vyloučil nebezpečí ovlivnění vzpomínek lékařem. Ve Studiích o hysterii přiznává, že ho k tomu inspirovala jeho pacientka, již tam nazývá Ema („Tu řekla hodně rozmrzele, že se jí nemám stále vyptávat, odkud pochází to a ono, ale nechat jí vypravovat, co mi má říci.“). Aby ještě méně rozptyloval, vytvořil i dokonalé prostředí k léčbě, které je dnes známé především jako Freudova pohovka.
Nová metoda Freuda utvrdila v několika věcech: že existuje i nevědomá část mysli, že klíčovou zprávou o ní v terapii je noční sen a že zásadní roli v neurotické poruše hraje sexualita. Právě poslední objev znamenal definitivní rozchod s Breuerem.
Role sexuality však Freuda dlouho mátla, domníval se nejprve, že neurotici byli v dětství sexuálně svedeni dospělými (neboť o tom takřka bez výjimky svědčili jeho pacienti). Nakonec však tzv. teorii traumatu zavrhl, dospěl k přesvědčení, že scény svedení v dětství byly dětskými sexuálními fantaziemi a že neurotik je neurotikem právě proto, že se k fantazii vztahuje jako k realitě. Dodnes však existují autoři (především Jeffrey Masson), kteří se domnívají, že původní stanovisko bylo správné a Freud jen podlehl snaze ochránit pověst měšťanské společnosti.
Na správnost Freudovy původní teorie "svedení" upozornila na začátku 80. let minulého století psychoanalytička Alice Millerová, která se problematikou sexuálního (a vůbec jako takového) zneužívání dětí a jeho následky v dospělosti terapeuticky zabývala. Jejím záměrem bylo, aby tehdy tradičně společensky udržované tabu zneužívání dětí vyšlo veřejně na povrch, nejen aby utrpení obětí došlo uznání a ulehčila se cesta k úspěšné terapii, ale rovněž aby potlačováním a vytěsňováním traumatických zážitků nedocházelo k jejich dalšímu transgeneračnímu přenosu.

### Autoanalýza

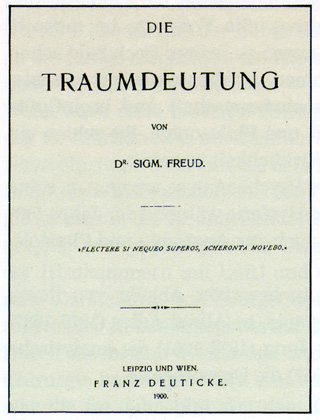
Titulní strana prvního vydání Výkladu snů

Freud však psychoanalýzu neobjevil jen studiem neurotiků a uplatněním své nové terapeutické metody. Klíčovou byla jeho analýza sama sebe, tzv. autoanalýza. Již roku 1895 začal analyzovat své sny, ten první rozebral v hotelu Bellevue nedaleko Vídně. Byl to sen o tzv. „Irmině injekci“, kterým také později otevřel knihu Výklad snů. Autoanalýza však vyvrcholila kolem roku 1897. Měla dvě hlavní témata: vztah s Freudovým otcem (ten v té době zemřel, načež u sebe Freud začal pozorovat neurotické rysy) a vztah s přítelem Wilhelmem Fliessem z Berlína, o němž Freud pochopil, že byl latentně homosexuální, a že v něm sám Freud prožil to, co jeho pacienti prožívají k němu – „hysterickou lásku“, tedy stav tzv. „přenosu“. Takto Freud objevil oidipovský komplex. Poprvé se o něm zmínil v historickém dopise Fliessovi z 15. října 1897 (pár dní před ročním výročím smrti svého otce), kde napsal:
| „ | Vzešla ve mně myšlenka, která má obecnou hodnotu. I u sebe jsem objevil zamilovanost do matky a žárlivost vůči otci, a považuji je dnes za obecný zážitek raného dětství. (…) Pokud tomu tak je, pochopí člověk strhující moc Krále Oidipa. (…) Každý z posluchačů byl jednou v zárodku a ve fantazii takovým Oidipem a před splněním přání, které je tu proměněno ve skutečnost, pociťuje každý hrůzu. | “ |

Freud své nové poznatky zformuloval v letech 1900 až 1905 v několika zakladatelských spisech: Ve Výkladu snů definoval nevědomí a oidipovský komplex, ve Třech pojednáních o sexuální teorii definoval libido a jeho vývoj (orální a anální stadium) a také dětskou sexualitu. Roli sexuality v neuróze popsal především v tzv. případu Dory (Zlomek analysy případu hysterie). Základní model z Výkladu snů pak rozvinul ve dvou populárních pracích Psychopatologie všedního života (tzv. „freudovské přeřeknutí“) a Vtip a jeho vztah k nevědomí, kde využil svou rozsáhlou sbírku anekdot, zejména židovských.

### Zrod psychoanalytického hnutí

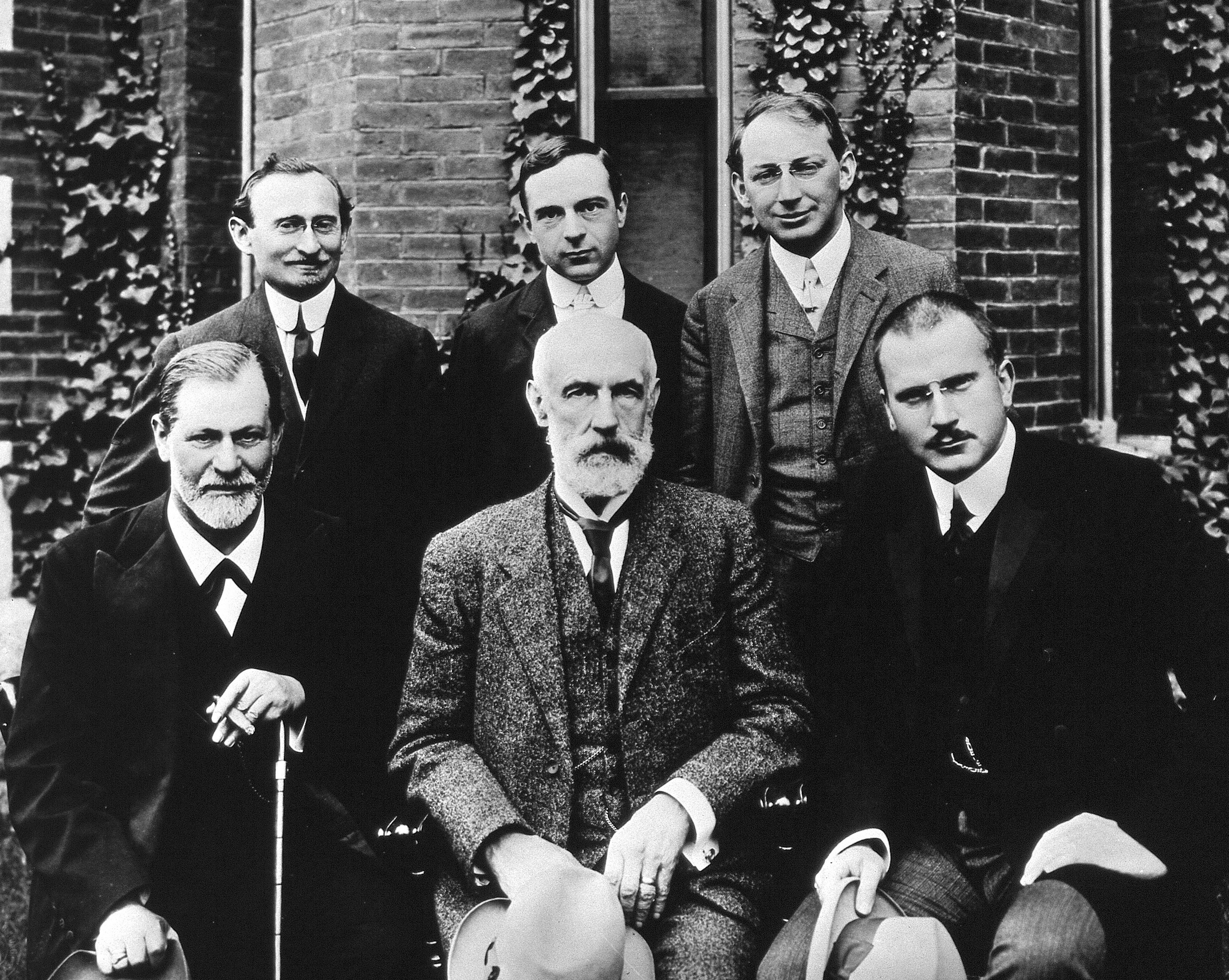
Fotografie z Clarkovy univerzity roku 1909. Dole (zleva) Freud, Hall, Jung, nahoře (zleva) Brill, Jones, Ferenczi

Zpočátku budily jeho objevy pouze odpor a Freud žil v izolaci. Roku 1902 však byl jmenován mimořádným profesorem (außerordentlicher Professor) a pozvolna začal získávat první příznivce mezi vídeňskými lékaři, s nimiž ustavil tradici pravidelných středečních setkání v jeho bytě na Berggasse 19. Na historicky první schůzku roku 1902 se dostavili Rudolf Reitler, Max Kahane, Wilhelm Stekel a Alfred Adler. Dalšími účastníky se v průběhu roku stali muzikolog Max Graf a vydavatel Hugo Heller. Roku 1903 se připojili Paul Federn a Alfred Meisl. Roku 1905 přibyli Eduard Hitschmann, Adolf Deutsch a Philipp Frey. Roku 1906 se přihlásil Isidor Sadger a Otto Rank. Později se objevili třeba Wilhelm Reich, Sándor Ferenczi či Hans Sachs. Důležitým momentem pak bylo navázání kontaktu s curyšskou psychologickou školou (Max Eitingon, Eugen Bleuler, Karl Abraham, Carl Gustav Jung). To umožnilo, aby se lokální myšlenkový směr proměnil v mezinárodní hnutí.
Roku 1908 byl uspořádán první mezinárodní psychoanalytický kongres v Salcburku. Zde se Freud seznámil s Ernestem Jonesem. Ernest Jones posléze šířil psychoanalýzu v Británii a sepsal také dosud nejpodrobnější, třídílný Freudův životopis. Z USA přijel Abraham Arden Brill. Brill sehrál ve Spojených státech podobnou roli jako Jones v Británii. I díky jeho vlivu byli Freud a Jung roku 1909 pozváni k přednáškám na Clarkovu univerzitu v USA, kterou vedl Granville Stanley Hall.
Již na konci salcburského kongresu začaly však hnutím zmítat spory. Při cestě vlakem zpět do Vídně skupina nespokojenců demonstrativně nepustila Freuda v kupé sednout (Adler, Stekel, Sadger, Reitler, Federn, Wittels). Vyčítala mu, že na kongresu opomíjel své první spolubojovníky z Vídně a upřednostňoval zahraniční delegáty, zejména Curyšany. Rozbuškou se stalo zejména to, že Freud nepozval nikoho z vídeňské skupiny na jednání o psychoanalytické ročence, které se uskutečnilo v Bleulerově hotelovém pokoji, a že redaktorem ročenky se stal Jung a vedoucími redaktory Bleuler a Freud (tedy 2:1 ve prospěch Curychu). Zaskočený Freud se bránil argumentem, že věnovat se seznámení se zahraničními hosty byla společenská nezbytnost, Curyšané mají oporu na Curyšské univerzitě a navíc mají k dispozici vlastní kliniku (Burghölzli), což usnadní průnik psychoanalýzy do vědeckého světa. Adler, který byl nevyhlášeným vůdcem nespokojenců, nakonec ustoupil a krize byla načas zažehnána.

### Schizma

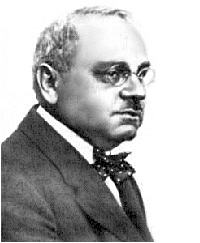
Bouřlivák Alfred Adler

Při druhém sjezdu v Norimberku v roce 1910 se však rozmíška znovu rozhořela naplno. Když předsedající kongresu Ferenczi navrhl (na Freudovo přání), aby se doživotním prezidentem nově vznikající Mezinárodní psychoanalytické společnosti stal Jung, vídeňská skupina kolem Adlera a Stekela rozpoutala bouři nevole, kvůli níž musel Ferenczi jednání přerušit. Nespokojenci se vzápětí shromáždili ve Stekelově pokoji a začali jednat o demonstrativním odjezdu z kongresu. Freud přišel do pokoje a přednesl dramatický projev, v němž varoval, že pokud nebude v čele psychoanalytického hnutí křesťan, sežehne psychoanalýzu antisemitismus. Vídeňané si nicméně vynutili kompromis, že Jung bude zvolen jen na dva roky. Freud souhlasil a udělal dva taktické kroky: rezignoval na vedení Vídeňské psychoanalytické společnosti a navrhl za sebe jako předsedu Adlera, zároveň navrhl vznik psychoanalytického měsíčníku Zentralblatt für Psychoanalyse, který by vedli Stekel a Adler. To vyvolalo nadšení a schizma se ještě jednou podařilo odvrátit.
Nicméně ne na dlouho. Ač byl Freud ochoten Adlerovi ustupovat v „politických“ tahanicích, v teoretických otázkách nikoli. Krátce po norimberském kongresu Adler v prostorách Lékařského kolegia (kam přemístil setkání vídeňské společnosti) prezentoval přednášku, kde zcela odmítl Freudovu sexuální teorii. Freud již neváhal a ostře proti Adlerovi vystoupil. Většina se k Freudovi přidala. Překvapený Adler opustil na protest přednáškovou místnost a rezignoval na funkci předsedy Vídeňské psychoanalytické společnosti. Spolu s Adlerem odešel i Stekel a dalších osm Adlerových příznivců. Založili nejprve Společnost pro svobodnou psychoanalýzu, ale nakonec se Adler rozhodl pojem psychoanalýza vůbec nepoužívat a založil vlastní školu zvanou individuální psychologie.
Brzy však následoval i rozchod s Curyšany. Freuda nejprve znepokojilo, že Jung se dostal do sporu s Bleulerem, neboť Freud si přál vždy mít Bleulera na své straně, ač se jejich názory lišily. Pak se však Jung začal vzdalovat i ideově. Vydal práci Proměny a symboly libida, v níž odmítl Freudovu sexuální teorii. Když v dopisech vyjádřil názor, že by psychoanalýza neměla proti náboženství bojovat rozumem, ale sama se stát náboženstvím novým, Freud s ním přerušil styky. Jung pak založil analytickou psychologii. Rozchod s Jungem a Adlerem nicméně Freuda přiměl k obohacení své teorie: Jungův koncept „introverze/extroverze libida“ a Adlerův důraz na egoistické pudy ho přivedl k formulaci teorie narcismu (definice v článku K zavedení narcismu, rozvinutí teorie v textech Pudy a jejich osudy a Smutek a melancholie). Jungova teorie archetypu také Freuda vyburcovala k sepsání knihy Totem a tabu, v ní rozvinul originální spekulaci o „vraždě primordiálního otce“.

### 20. a 30. léta

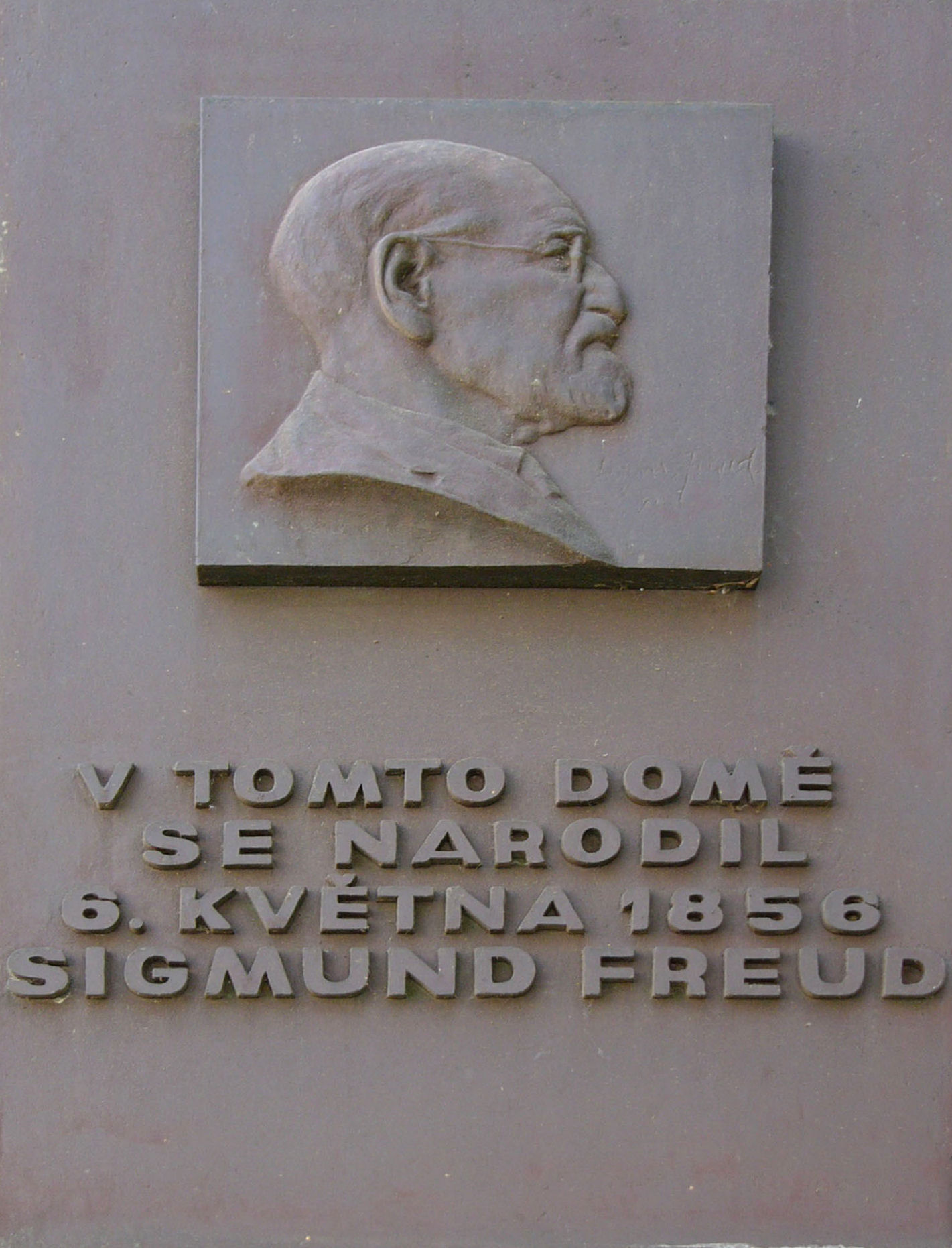
Sigmund Freud – pamětní deska na rodném domě v Příboře.

Velkým popudem k rozvoji a uznání psychoanalýzy byla první světová válka, mimo jiné i díky významným úspěchům psychoanalytiků při léčení válečných neuróz. Zážitek války také Freuda inspiroval k definování tzv. pudu smrti (ve spise Mimo princip slasti z roku 1920), čímž jeho pudová teorie dostala třetí epicentrum (po libidu a narcismu).
Rok 1923 byl ve Freudově životě v mnohém klíčový. Jednak vydal jeden ze svých nejdůležitějších spisů Já a Ono, kde rozvinul tzv. strukturální model psýchy (ego, superego a id), který se stal posléze zdaleka nejvlivnějším jeho konceptem. Také ovšem toho roku u něho propukla rakovina horní čelisti a ocitl se na prahu smrti. Od té doby si předsevzal, že se bude zaobírat již jen tématy, která ho nejvíce baví, což byly kulturně-psychologické teorie. Ty skutečně vyplnily poslední fázi jeho tvorby (Budoucnost jedné iluze, Nespokojenost v kultuře, Muž Mojžíš a monoteistické náboženství).
Ve třicátých letech, navzdory tomu, že nikdy neochabla kritika, jíž byla psychoanalýza vystavena, získal Freud i svá první ocenění: roku 1930 obdržel ve Frankfurtu Goethovu cenu, byť nikoli za své objevy psychologické, ale za svůj sloh. Cenu přebírala dcera Anna a přečetla i děkovnou řeč, protože Freud po rozsáhlé amputaci horní čelisti nemohl téměř mluvit (přesto nadále, až do své smrti, léčil pacienty). Ze stejného důvodu četla Anna děkovnou řeč i v Příboře 25. října 1931 při odhalování pamětní desky na Freudově rodném domě. Freud v ní o svém rodišti napsal:
| „ | Děkuji za poctu (…) již za mého života, ačkoli současný svět v hodnocení výsledků mé práce ještě není jednotný. Opustil jsem Příbor ve věku tří let, v šestnácti letech jsem jej znovu navštívil jako gymnazista na prázdninách, host rodiny Flussových, a od té doby jsem tam nebyl. (…) Jedním si ale mohu být jist: hluboko ve mne, překryto jinými vrstvami, žije dále ono šťastné příborské dítě, prvorozený syn mladé matky, který z toho vzduchu, z této půdy získal první nesmazatelné dojmy. A tak mi budiž dopřáno skončit své poděkování srdečným přáním štěstí tomuto místu a jeho obyvatelům. | “ |

Přestože institucionálních poct nebylo mnoho, Freud si získal úctu mezi mnohými intelektuálními a uměleckými velikány své doby. Roku 1936, u příležitosti Freudových 80. narozenin, sepsali zdravici, v níž uvedli: „Otázka, kterou Sigmund Freud položil lidstvu, se nikdy neztratí. Jeho příspěvek k vědění není možno natrvalo zapírat (…) Pokud zůstane nějaký čin naší rasy zachován, jsme si jisti, že to bude jeho průnik do hlubin lidské mysli“. Dopis podepsalo 200 umělců, mezi nimi například H. G. Wells, Thomas Mann, Stefan Zweig, Romain Rolland či Virginia Woolfová. Albert Einstein se připojil osobním dopisem: „Jsem šťasten, že vám naše generace může vyjádřit úctu jako jednomu ze svých největších učitelů“, napsal.

### Poslední léta

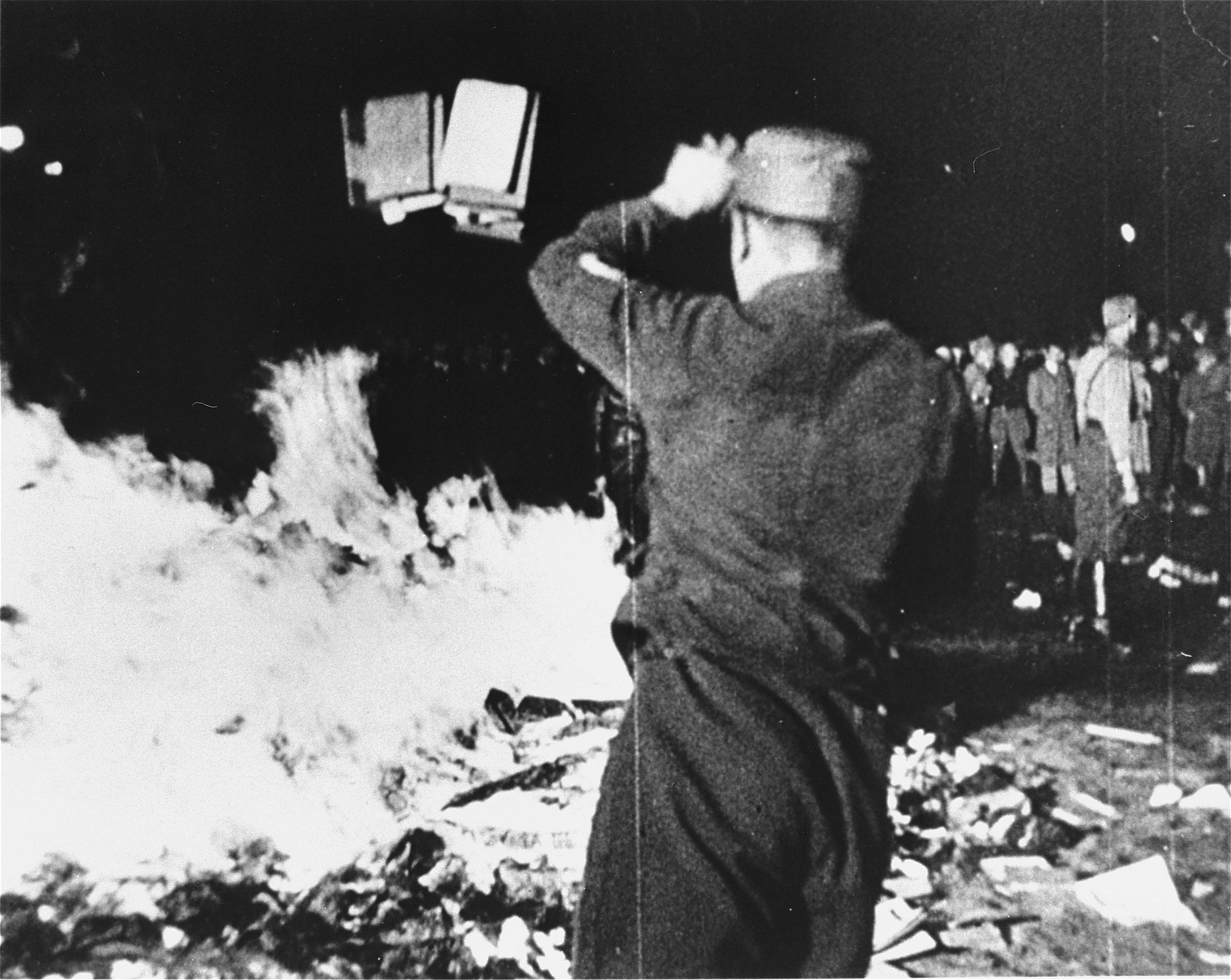
Nacisté Freudovy knihy pálili na hranicích

Freudovi však nebylo dopřáno dožít ověnčen poctami a obklopen úctou. Objevila se politická hrozba: nacismus – v květnu 1933 nacisté pálili Freudovy knihy na svém shromáždění v Berlíně. Freud to komentoval: „Jaké děláme pokroky! Ve středověku by mne byli upálili, dnes se spokojují s tím, že pálí moje knihy“. Nacisté jeho psychologii považovali za zvrhlou.
Freud věřil, že v Rakousku se nacismus nemůže uchytit a že si Hitler netroufne Rakousko okupovat. Dlouho se proto bránil emigraci, kterou zvolila řada jiných analytiků (prchali zejména do Spojeného království a Spojených států, které se tak staly novými centry psychoanalytického hnutí). Po anšlusu poznal, že utéct je nutné, nacisté mu to však již nechtěli dovolit. Pomohla analytička a řecká princezna Marie Bonapartová, diplomatické kroky USA a přímluva italského fašistického vůdce Mussoliniho, který si Freuda vážil – Freud mohl z Vídně odjet i s dcerou Annou (rovněž významnou analytičkou). Všechny čtyři Freudovy sestry však zahynuly během holocaustu.
Freud odešel do Londýna, kde 23. září 1939 zemřel. Dlouhá léta odmítal bolest utišující léky, aby mohl jasně myslet a tvořit. Když se však staly bolesti neúnosné, požádal Freud svého ošetřujícího lékaře Maxe Schura o smrtelnou dávku morfinu. Schur posléze napsal Freudovu biografii, kde jeho zdravotní problémy a poslední chvíle přesně popsal. Podle Schura Freud o eutanazii požádal poté, co dočetl Balzacovu novelu Šagrénová kůže, která pojednává o síle přání, jež bylo i Freudovým velkým tématem. Proti židovskému zvyku byl Freud zpopelněn v londýnském Golders Green Crematorium, jeho urna byla uložena v objektu krematoria. Při smutečním obřadu promluvili Ernest Jones a Stefan Zweig.

## Biografické detaily

### Freud a náboženství

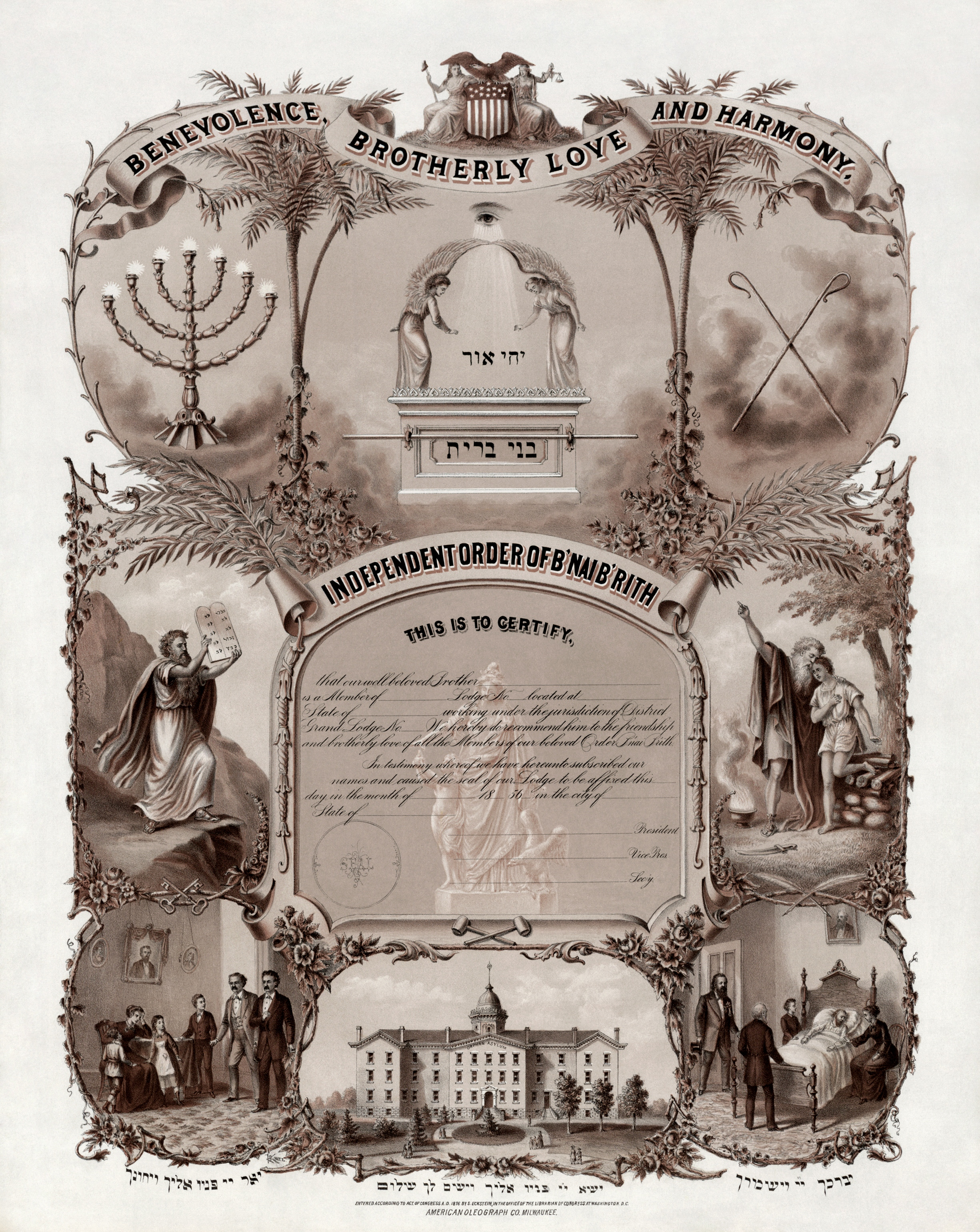
Nevyplněný certifikát Nezávislého řádu B'naj B'rit z roku 1876

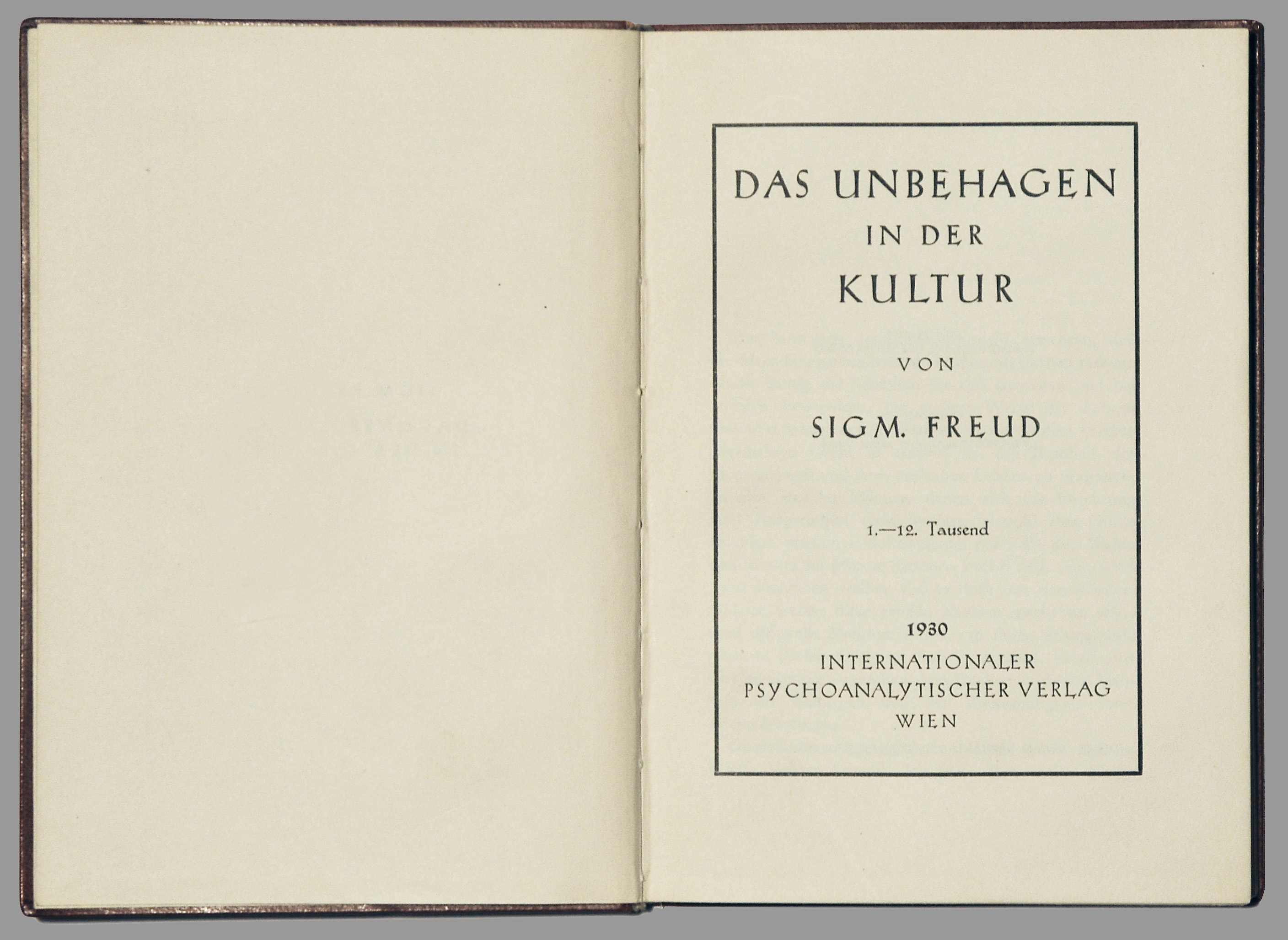
Nespokojenost v kultuře

Freud patřil k nejvýraznějším představitelům ateismu v historii. Již roku 1908 vydal článek Nutkavá jednání a náboženské úkony, kde náboženský ritus přirovnal k rituálům nutkavého neurotika a náboženství označil za kolektivní nutkavou neurózu.
Další útok na náboženství znamenal spis Totem a tabu z roku 1913. V něm Freud popisuje vznik primárního náboženství, totemismu, jako odčinění prvotní vraždy otce, která se podle Freuda v prvních lidských tlupách musela odehrávat jako jakýsi zakladatelský kulturní akt. Bůh monoteismu však dle Freuda není ničím jiným než zastřenějším a abstraktnějším otcem, který byl zakódován i v primitivních totemech.
S náboženstvím se Freud vypořádává i ve dvou pozdních pracích – Nespokojenost v kultuře a Budoucnost jedné iluze. Zde Freud náboženství označuje za iluzi. „Iluze není totéž, co omyl, nemusí také nutně být omylem. (…) Je to splnění nejstarších, nejsilnějších a nejnaléhavějších přání lidstva“, napsal. Freud míní přání ochrany, řádu a spravedlnosti. Freud v závěru Budoucnosti jedné iluze vyslovuje naději, že přesto snad lidstvo jednou překoná onu „dětskou neurózu“ náboženství a převládne vědecký realismus.
Některé zdroje však naznačují, že to s Freudovou protináboženskostí nebylo tak jednoznačné. V mladších letech měl sklon k pověrám numerologického typu. Ty byly součástí i jeho přenosového vztahu k Fliessovi – ten měl zvláštní teorii o periodických cyklech v lidském životě, na jejímž základě Freudovi předpověděl, že zemře v 51 letech. Freud tomu dlouho věřil. V dopise Jungovi to Freud, s ironií, nazval „specificky mystickou povahou svého mysticismu“. Podle Octava Mannoniho je zřejmé, že jeho analýza pověrečnosti v Psychopatologii všedního života je analýzou jeho vlastní pověrečnosti. V Nové řadě přednášek k úvodu do psychoanalýzy navíc Freud vyslovuje názor, že může existovat telepatický přenos myšlenek mezi lidmi. David Bakan ve své kontroverzní knize dokonce vyslovil názor, že Freud celou psychoanalýzu vyvinul na základě studia tajné židovské mystické nauky – kabaly. To však většina životopisců považuje za nevěrohodné. Podobné spekulace o utajovaném ovlivnění okultismem někdy podporuje i to, že Freud byl člen židovské odnože zednářského hnutí – B'naj B'rit. Jeho členství mělo však spíše význam identifikace s židovskou národností a navíc byl spolek B'naj B'rit prvním, který ho kdy pozval k přednášce o psychoanalytických teoriích – a to v době, kdy byl ještě všude jinde nevítaným hostem. Toho si do konce života velmi cenil.
Freudova psychoanalýza je také často obviňována z toho, že není vědou, ale právě novým náboženstvím. Muzikolog Max Graf, jeden z prvních Freudových žáků, prohlásil, že atmosféra vzniku psychoanalýzy skutečně připomínala „založení nového náboženství“. „V průběhu několika let jsem prožil všechny etapy dějin církve“, řekl Graf a mínil především sérii exkomunikací z Freudova nejužšího kruhu. Připomínán je v této souvislosti také Freudův dogmatismus, podle Jonese jednou prohlásil: „Vlastníme pravdu“.

### Freud a politika

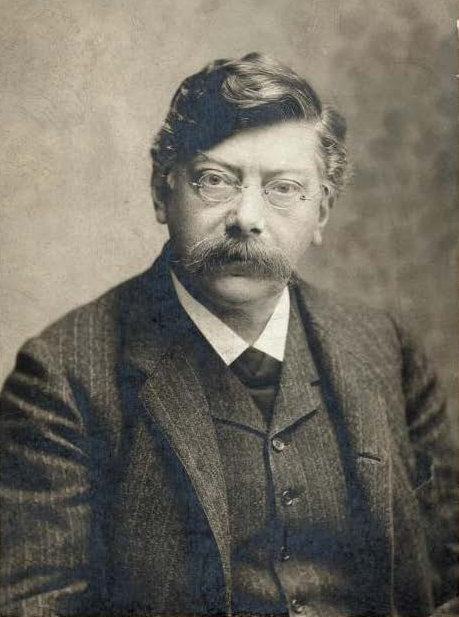
Viktor Adler, Freudův blízký přítel

Freud sám sebe označoval za „politickou nulu“ (řekl to například Maxi Eastmanovi), čímž měl na mysli, že se v politice příliš neorientuje a málokdy odhadne vývoj událostí – zmýlil se, když nepovažoval za pravděpodobný vznik první světové války, zmýlil se, když poté očekával snadné vítězství Rakouska v této válce atp.
Po většinu svého života podporoval rakouskou sociální demokracii, její dlouholetý vůdce Viktor Adler byl jeho osobním přítelem a koupil od něho dokonce byt na Berggasse 19. Freud později prohlásil, že nebýt Adlerova předčasného skonu, mohl Rakousko zachránit před nacismem. Přesto jejich přátelství začalo prudkým sporem, který málem skončil soubojem – Freud roku 1873 při studentské hádce o materialismus (jejž už jako mladík vyznával) Adlera urazil poznámkou o tom, že kdysi pásl vepře. Všichni očekávali, že Adler vyzve Freuda na souboj, ten ale zachoval chladnou hlavu. Jeho velmi blízkým přítelem byl i Heinrich Braun, zakladatel sociálnědemokratického deníku Neue Zeit, znali se od dětství. Právě on ho původně inspiroval ke studiu práv (s cílem zapojit se následně do politické činnosti v sociální demokracii), od kteréhož záměru však Freud nakonec upustil.
Roku 1927 Freud podepsal před volbami výzvu k podpoře sociální demokracie, spolu s dalšími osobnostmi rakouské kultury (mj. Franz Werfel či Robert Musil). Když sociální demokraté ovládli ve Vídni radnici, udělili Freudovi čestné občanství (konkrétně starosta Karl Seitz). Zároveň ale požádali o vypracování reformy školských zařízení Alfreda Adlera, jednoho z odpadlých Sigmundových žáků. To Freuda rozčílilo a jeho vztah k sociálním demokratům tak ochladl.
Freud si vážil také císaře Františka Josefa I. za to, že nedovolil jmenování antisemity Karla Luegera vídeňským starostou, přestože vyhrál ve volbách. Ve 30. letech Freud vkládal určité naděje do křesťansko-sociálního hnutí a autoritářského kancléře Engelberta Dollfusse – viděl v nich hráz proti pronikání nacismu do Rakouska. Později však uznal, že to byla jedna z mnoha politických věcí, v nichž se zmýlil.
Zvláštní byl jeho vztah k Benito Mussolinimu. Obdivoval ho za to, že v Římě nechal provést rozsáhlý archeologický průzkum (archeologie Freuda fascinovala od školních let), a nechal mu poslat svou knihu přes jednu italskou pacientku, která Mussoliniho osobně znala – napsal do ní věnování „velkému kulturnímu hrdinovi“, což ješitného Mussoliniho ohromilo a považoval později za nutné apelovat na Hitlera, aby nacisté umožnili Freudovi klidný odjezd z Rakouska. Věnování do knihy Mussolinimu se později stalo předmětem kritiky filozofa Michela Onfraye, který z něj vyčetl obdiv k „fašistickému césarismu“ a inspiraci dílem Friedricha Nietzscheho. V této souvislosti je však zajímavé, že podle Junga Freud nikdy Nietzscheho nečetl a Freudovo dílo bylo dle Junga „šachový tah dějin ducha, který kompenzoval Nietzscheho zbožštění principu moci“.
Freud byl též přesvědčený pacifista a podpořil mírový aktivismus Alberta Einsteina před druhou světovou válkou, o což ho Einstein osobně požádal. Freud tak učinil přesto, že si nedělal iluze o možnosti zkrocení lidské destruktivity (viz jeho text Proč válka?, který je odpovědí právě na Einsteinovu výzvu) a po vypuknutí první světové války nakrátko podlehl nacionalistickým vášním, za což se do konce života styděl (inspirovalo ho to nicméně k sepsání studie Masová psychologie a analýza Já).
Především a hlavně byl celý život antiklerikálem. I proto byl často kritizován konzervativními kruhy a někdy ho obviňovali ze spojení s bolševismem. Taková obvinění měla někdy až kuriózní povahu. Ve své době velmi vlivný páter Wilhelm Schmidt například napsal: „Bolševici objevili oidipovský komplex a zrušili rodinné vazby a jakákoli omezení pohlavního styku, takže se dovoluje také mezi sourozenci, dokonce mezi rodiči a dětmi.“ Vztah Freuda k marxismu byl však poněkud jiný, shrnul ho v závěru Nové řady přednášek k úvodu do psychoanalýzy. Vyčítal zde marxismu, že je málo realistický, a že plodí stejné iluze jako náboženství. Vyčítal mu především iluzivní hodnocení lidské povahy jako z podstaty dobré, které sdílí s náboženstvím. V textu Pocit stísněnosti v kultuře (někdy překládáno jako Nespokojenost v kultuře) o tom napsal: „Komunisté věří, že nalezli cestu k vysvobození od zla. Člověk je dle nich jednoznačně dobrý (…) ale zavedení soukromého vlastnictví zkazilo jeho povahu. (…) Nechci kritizovat komunistický systém z ekonomického hlediska, nemohu zkoumat, zda je zrušení soukromého vlastnictví účelné a prospěšné. Avšak dokáži rozpoznat, že jeho psychologický předpoklad je neudržitelnou iluzí. Zrušením soukromého vlastnictví odebíráme lidské chuti k agresi jeden z jejích nástrojů, jistě silný, ale jistě ne ten nejsilnější. (…) I mně se zdá nepochybné, že reálná změna ve vztahu k vlastnictví pomůže více než jakýkoli etický příkaz. Avšak pochopení této skutečnosti je u socialistů pokaženo a znehodnoceno chybným posouzením lidské povahy.“

### Freud a umění

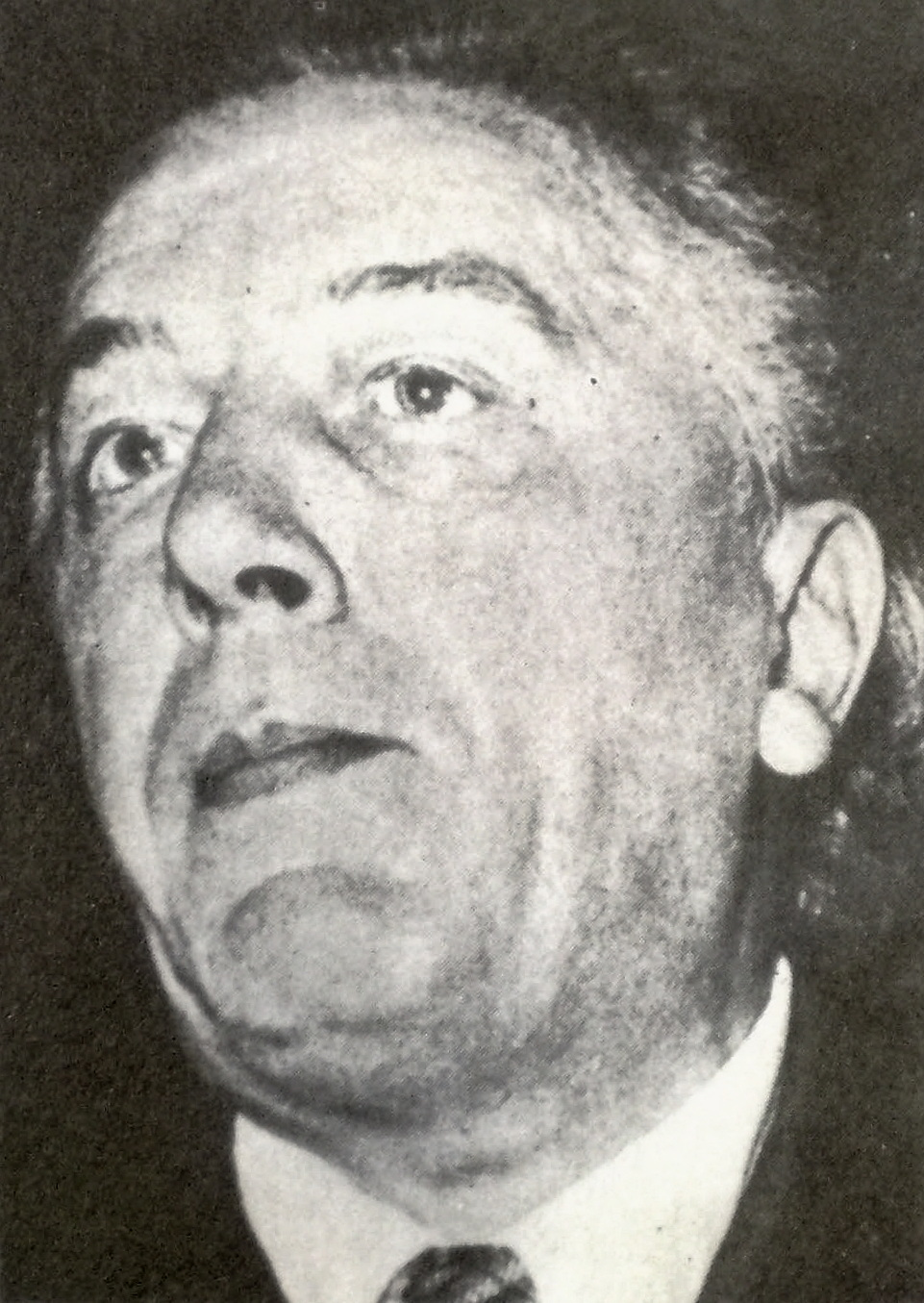
Zakladatel surrealismu André Breton

Freud měl mimořádný vliv na rozvoj moderního umění, především pak surrealismu, který se ho ústy André Bretona přímo dovolával – Breton koncept „automatického psaní“ vytvořil na základě studia Freudových textů o nevědomí, jež započalo roku 1916 a v Surrealistickém manifestu vyjádřil vděk Freudovi za navrácení práv imaginaci. Vztah Freuda k modernímu umění byl však negativní, především k modernímu malířství. Oskaru Pfisterovi při diskusi o expresionistickém malířství napsal: „Měl byste vědět, že v běžném životě jsem vůči bláznům strašlivě netolerantní. Co se týká těchto 'kumštýřů', jsem přímo jedním z oněch jimi hned ocejchovaných filistrů a šosáků“. Karlu Abrahamovi zase napsal, že moderní malíři zjevně trpí „vrozenými poruchami zraku“. Breton Freuda navštívil roku 1921, byl však ze setkání s ním zklamaný, namísto magické osobnosti, již očekával, potkal prý „šedou myš v převleku za venkovského lékaře“. Po vzniku surrealistického hnutí roku 1924 Breton přesto Freuda požádal o to, aby byl patronem hnutí, ten to však odmítl. Roku 1932 spolu znovu intenzivně korespondovali o Bretonově nové koncepci výkladu snů. Roku 1937 Breton Freuda požádal o příspěvek do surrealistického sborníku o snech Trajectoire du rêve, Freud však odmítl s tím, že vykládat sny bez asociací snícího a studia aktuální situace snícího je podle něj nesmysl. Po Freudově odjezdu do Londýna ho tam těsně před smrtí navštívila druhá velká osobnost surrealismu – Salvador Dalí. Porozuměl si s Freudem mnohem lépe než Breton. Představil mu svou novou koncepci, která překonávala Bretonovo „automatické psaní“ (využití mechanismů paranoii v kreativitě), a vytvořil také známý Freudův portrét. Freud vůbec poprvé uznal, že surrealismus může mít smysl.
Freud udržoval vztahy i s umělci ve Vídni, s osobnostmi proslulého vídeňského „fin du siècle“. Gustav Mahler u něj byl krátce v analýze. Zvláštní vztah měl s Arthurem Schnitzlerem, velmi ho obdivoval, dopisovali si, ale když mu Schnitzler nabídl setkání, Freud odmítl s nejasným zdůvodněním, že se bojí „aby nepotkal svého dvojníka“. Téma dvojnictví („Doppelgänger“) pro něj mělo zvláštní váhu, bylo součástí i vztahu s Fliessem a Freud se k tomuto tématu znovu vrátil v textu Něco tísnivého.
Když se Freud stal známým ve světě, navázal kontakt i s umělci mimo Vídeň. Jeho blízkými přáteli se stali zejména spisovatelé Stefan Zweig a Thomas Mann. V závěru života si hojně dopisoval s Arnoldem Zweigem. Roku 1921 ho navštívil H. G. Wells, roku 1924 Romain Rolland, s nímž si posléze korespondovali. Rolland se snažil Freuda přesvědčit, že náboženství má svou legitimitu a že jeho jádrem je tzv. oceánický pocit, pocit jednoty se všehomírem. Freud odpověděl, že tento pocit je možná obnovením pocitů dítěte u mateřského prsu.
Klasickým uměním byl Freud fascinován od dětství. V osmi letech četl Homéra, Goetheho i Shakespeara. Už objev Oidipovského komplexu je provázán s úvahami o umění, nejen o dramatu Sofoklově, ale i o Shakespearově Hamletovi. „Jak vysvětlit, že tentýž Hamlet, který bez rozpaků posílá své dvořany na smrt a přímo ukvapeně zavraždí Laerta, váhá, když má vraždou strýce pomstít svého otce? Jak lépe to vysvětlit než trýzní, kterou mu působí temná vzpomínka, že se obíral tím, že se stejného činu dopustí i na svém otci,“ píše Freud v dopise Fliessovi, vzápětí poté, co definuje oidipovský komplex.

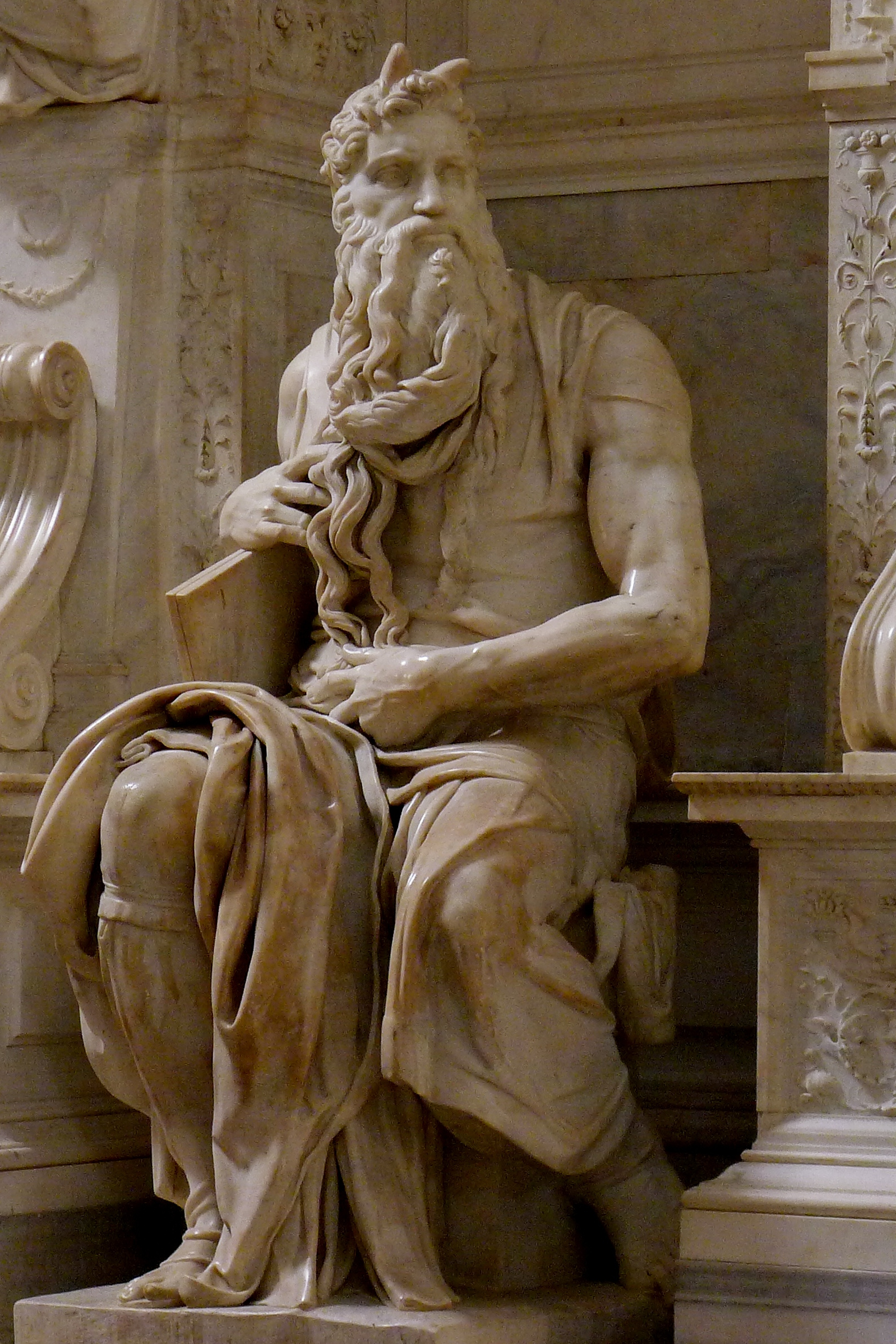
Michelangelův Mojžíš

Leonardovo dílo byla dle Freuda oslavou mateřského úsměvu.

Analýzy uměleckých děl se pak neodřekl po celou svou tvůrčí dráhu. Roku 1907 analyzoval druhořadý román Gradiva Wilhelma Jensense, který mu poslal Jung, patrně aby posílil s Jungem vztah. Ve stejném období napsal článek Básník a lidské fantazie, kde uměleckou tvorbu přirovnává k tzv. dennímu snění a přisuzuje jí i stejnou psychologickou funkci. Roku 1914 vydal, nejprve anonymně, článek Michalengelův Mojžíš, kde se nejprve doznal ke svému silnému vztahu k umění („Pro mnohé prostředky a řadu účinků umění mi chybí správné porozumění (…) nicméně na mě působí umělecká díla silně, obzvláště díla básnická a práce sochařské, méně pak malířství. Byl jsem tak pohnut k tomu, že jsem před nimi při jistých příležitostech dlouho prodléval a chtěl jsem je svým způsobem pochopit“) a poté analyzoval sochu, před kterou dle svých vlastních slov stál fascinován několik týdnů několik hodin denně, šlo o Michelangelovu sochu Mojžíše v chrámu sv. Petra v řetězech (San Pietro in Vincoli) v Římě. Mojžíšova pozice byla do té doby vykládána jako chvíle těsně před tím, než se prorok vymrští a zlostně zaútočí na dav tančící kolem zlatého telete. Freud však dospěl k závěru, že socha zachycuje chvíli, kdy Mojžíš zadržel svůj hněv, znovu usedl a instinktivně skryl před zlotřilci tabulky zákona, které přinesl ze Sinaje. Mnohokrát bylo upozorněno, že Freud touto analýzou patrně popisoval spíše svou vlastní pozici v psychoanalytickém hnutí, analýza vyšla právě v době Adlerova a Jungova odpadnutí.
Jeden esej věnoval i Fjodoru Michajlovičovi Dostojevskému, nazval ho Dostojevskij a otcovražda. Román Bratři Karamazovi zde označil za největší román v dějinách a analyzoval Dostojevského epilepsii, kterou považoval za psychogenní. V eseji Cosi tísnivého se věnoval bizarním povídkám E. T. A. Hoffmanna, jeden text věnoval rovněž analýze povídky svého přítele Stefana Zweiga. V článku Motiv volby skříněk se věnuje mj. Shakespearovu Králi Learovi. V textu Jedna vzpomínka z Dichtung und Wahrheit se věnuje Goethemu, analyzuje jednu jeho vzpomínku z dětství (vyhazování hrnců oknem na ulici) a vyvozuje, že Goethe trpěl pocity rivality vůči svému mladšímu sourozenci. (Sám Freud tyto pocity vůči vlastnímu bratrovi objevil během své autoanalýzy, jeho bratr krátce po narození zemřel a on za to cítil dlouho pocit viny). Na vzpomínce z dětství je založen i Freudův asi nejznámější kulturologický text Vzpomínka z dětství Leonarda da Vinci, kde se Freud snaží dobrat původu da Vinciho geniality a zabývá se i jeho homosexualitou – dle Freuda sublimovanou. Freud v textu rozebírá i slavný obraz Mony Lisy a její „záhadný“ úsměv je podle něj úsměvem kojící matky.
Roku 1914 Freud napsal, že takřka neposlouchá hudbu, protože si nedokáže vychutnat to, co neumí zanalyzovat. Octave Mannoni však zjistil od Freudova syna Ernsta, že to nebyla tak docela pravda – když byl Freud sám, broukával si prý Mozartovy melodie. Také film nebyl v centru jeho zájmu, i když při své cestě do USA se byl podívat na první grotesky. Jeho vkus byl klasický, populární kultura ho nezajímala, avšak po své emigraci překvapil své okolí, když začal hltat detektivní romány Agathy Christie.
Zvláštní kapitolou jsou Freudovy vlastní umělecké ambice. Již ve Studiích o hysterii píše, že se ho nemile dotýká, že jeho chorobopisy připomínají novely a nemají punc vědeckosti. Podle Stevena Marcuse Freud nikdy není méně důvěryhodný, než při takovýchto poznámkách. Na účinku na nevědeckého čtenáře mu velmi záleželo a věnoval stylistice velkou pozornost. Paul Johnson napsal: „Věnoval stylu stejnou pozornost jako jiní lékaři – autoři povídek (například Arthur Conan Doyle), ale navíc postupoval stejně jako autor První knihy Královské – byl přesvědčený o své pravdě, měl vznešený styl a základem jeho prózy byla víra“. Již jako maturant napsal v dopise příteli Emilu Flussovi: „Můj profesor mi také řekl, že mám, jak to Herder pěkně nazývá, idiomatický styl, tedy styl, který je zároveň bezchybný i charakteristický. Tento neuvěřitelný fakt mě náležitě udivil, nemarnil jsem čas a tuto šťastnou událost jsem co nejvíc rozhlásil. Například Vám, jenž jste si dosud zřejmě také nepovšiml, že si dopisujete s německým stylistou. Nyní Vám radím, jako příteli, nikoli z vlastního zájmu – tyto listy uchovejte, svažte je, dobře je střežte. Člověk nikdy neví.“ To naznačuje, navzdory ironii, že se možná chtěl stát spisovatelem.

### Slavní pacienti

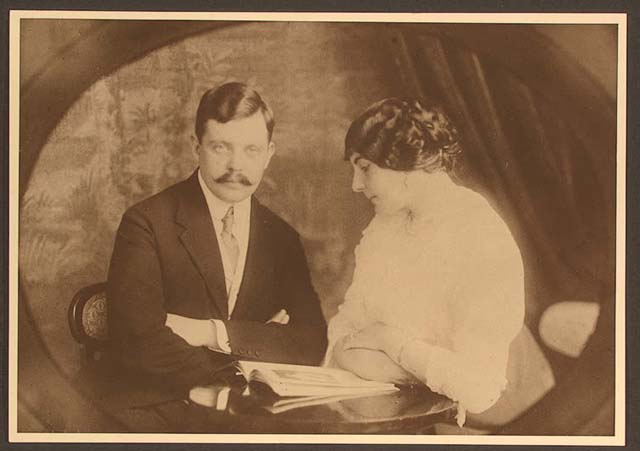
Sergej Pankejev alias Vlčí muž

Freud vydal čtyři zásadní chorobopisy svých pacientů. Ve všech užíval pro své pacienty přezdívky – Dora, Malý Hans, Krysí muž a Vlčí muž.
Dora byla krásnou osmnáctiletou dívkou. Jmenovala se ve skutečnosti Ida Bauerová. Její analýza byla neúspěšná, sama ji přerušila. Přesto Freud zvolil k sepsání ukázkového chorobopisu (nazval ho Zlomek analysy případu hysterie) právě ji, protože potřeboval ilustrovat nové objevy. Roli sexuality v neuróze (ve hře byla masturbace i milostná rivalita v rodinných vztazích), nový způsob výkladu snů (jádrem analýzy byla interpretace dvou Dořiných snů) a nově objevenou roli přenosu – tedy vtažení analytika do hry (což symbolizoval sen, kdy se Doře zdálo o kouři, který Freud vyložil jako symbol sama sebe – „kde je kouř, je také oheň“ – neboť byl celoživotně silným kuřákem).
Malý Hans se ve skutečnosti jmenoval Herbert Graf a byl synem hudebního vědce Maxe Grafa. V pěti letech Hans začal odmítat vycházet na ulici, bál se, že ho kousne kůň. Freud pověřil vedením analýzy Hansova otce, sám stál v pozadí. Hansovu fobii interpretoval za pomoci oidipovského komplexu – strach z otce podle něj Hans přenesl na koně. Fobie skutečně ustoupila. V dospělosti Hans Freuda znovu navštívil. Freud byl potěšen, že je psychicky zcela normální, protože psychoanalýza čelila kritice, že neuróza je vrozená a jakákoli terapie je tedy nemožná. Hans však Freuda překvapil sdělením, že si ze své dětské analýzy nic nepamatuje. To odporovalo základní tezi, že podmínkou vyléčení je uvedení nevědomého obsahu do vědomí. Freud proto přidal do systému kategorii předvědomí. Hansův chorobopis vyšel pod názvem Analýza fobie pětiletého chlapce.
Krysí muž (Rattenmann), vlastním jménem Ernst Lanzer, byl vzdělaným mladým mužem a trpěl podivnou nutkavou neurózou. Na vojenském cvičení ztratil skřipec a slyšel o orientálním způsobu mučení, kdy se oběti nechá vlézt krysa do řitního otvoru. Od té chvíle začal mít pocit, že tímto mučením jsou ohroženi jeho otec (v té době již mrtvý) a jeho snoubenka. Zkonstruoval si nutkavou teorii, že této katastrofě může zabránit tím, že uhradí poštovné za nový skřipec. Freud při analýze velmi terapeuticky uspěl a potvrdil, že psychoanalýza má k léčení obsese (nutkavé neurózy) nejlepší předpoklady (o něco méně úspěšná je u hysterie, málo úspěšná je u depresí, u psychotických potíží nemůže dle Freuda uspět vůbec). Chorobopis Krysího muže Freud vydal pod názvem Poznámky k případu nutkavé neurózy.
Vlčí muž (Wolfsmann) trpěl řadou psychických potíží, které byly na hraně psychózy. Freud nevěřil, že ho může opravdu vyléčit (v psychoanalýze byl dlouhá léta), ale napsal chorobopis o jeho neuróze v dětství. Vlčí muž se jmenoval Sergej Pankejev a byl to ruský šlechtic, který po říjnové revoluci přišel prakticky o veškerý majetek. Přezdívka Vlčí muž vznikla podle klíčového snu z dětství, který si pacient vybavil: na ořešáku před jeho oknem sedělo několik bílých vlků s dlouhými tlustými ocasy a upřeně se na něj dívalo. Po tomto snu propukla u něj dětská neuróza. Freud sen vyložil jako vzpomínku na tzv. prascénu, tedy pozorování soulože rodičů. Pro Freuda byl Vlčí muž cenný tím, že jím mohl oponovat Jungovi – byl Rus (a Jung začal tvrdit, že freudovská psychoanalýza popisuje jen židovskou mysl) a jeho vzpomínky z dětství přetékaly sexualitou (a Jung začal tvrdit, že dítě je sexuálně nevinné). Proto ho Freud vybral k sepsání chorobopisu, který nazval Z dějin případu dětské neurózy.

### Freud a české země

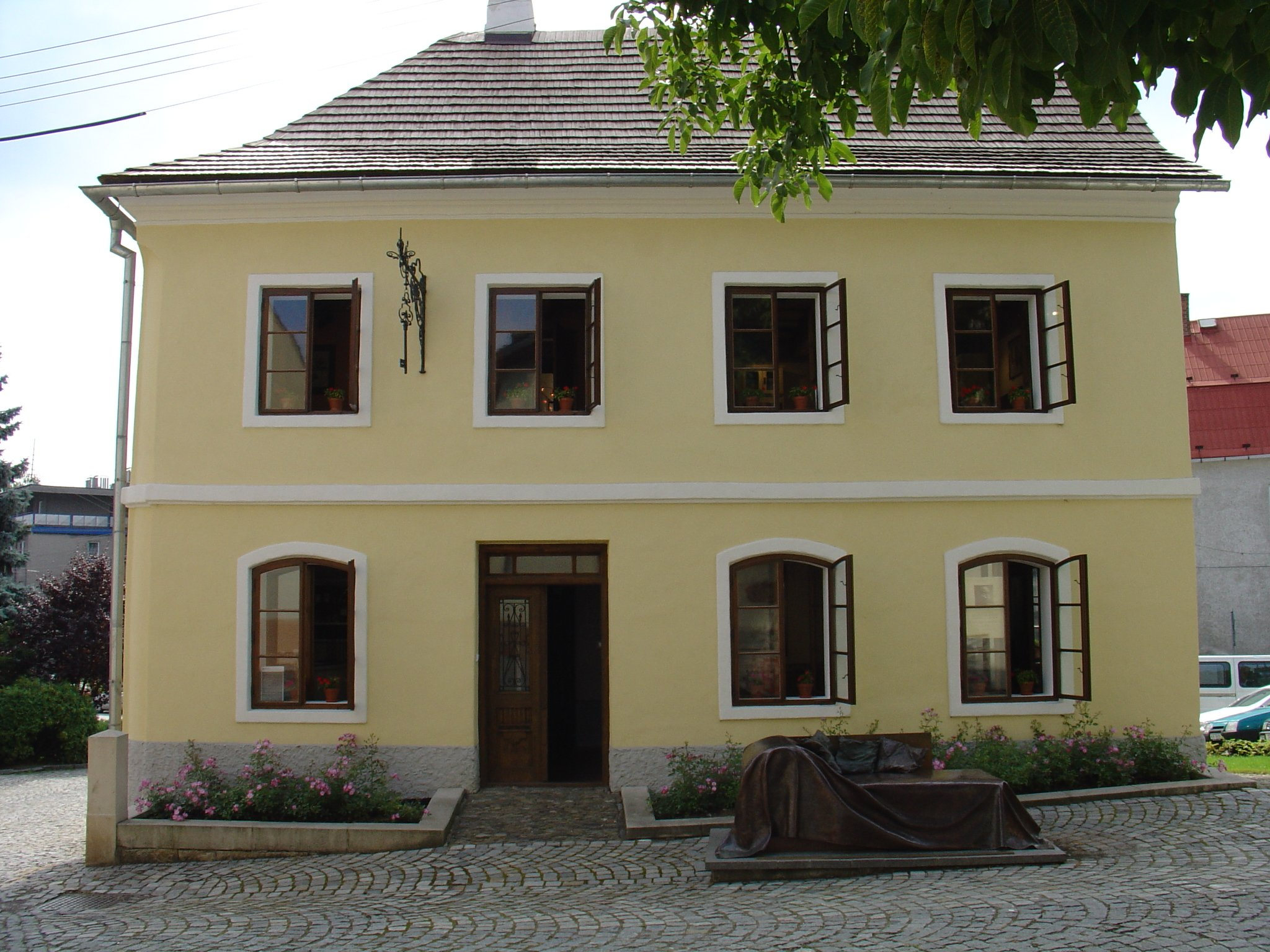
Rodný dům

Na rodný Příbor vzpomínal rád, ale naposledy v něm byl roku 1872, jako sedmnáctiletý gymnazista na prázdninách. Prožil zde tehdy nejsilnější zamilovanost svého života, okouzlila ho patnáctiletá dcera jeho hostitelů, Gisela Flussová. V článku O krycích vzpomínkách přiznal sílu svého tehdejšího poblouznění i to, že nucený odchod rodiny z Moravy dlouho vnímal bolestně: „Bylo to mé první poblouznění, dost intenzivní, avšak udržované v naprosté tajnosti. Dívka po několika dnech odcestovala do výchovného ústavu (...) a tento rozchod po tak krátké známosti mou touhu ještě jaksepatří zesílil. Dlouhé hodiny jsem se osaměle procházel opět nalezenými nádhernými lesy, zaměstnán budováním vzdušných zámků, které kupodivu nesměřovaly do budoucnosti, nýbrž se snažily zlepšit minulost. Kdyby nedošlo k hospodářskému úpadku, kdybych zůstal v rodném kraji, kdybych vyrůstal na venkově a zesílil jako mladí muži v onom domě, bratři mé milované, kdybych byl pokračoval v povolání svého otce a nakonec se oženil s dívkou, kterou bych za všechna ta léta jistě dobře poznal!“
Příbor pak již nikdy nenavštívil, ačkoli se v roce 1886 ocitl na Moravě na manévrech jako lékař c. k. armády během vojenské služby, relativně blízko rodišti. Myšlenky však měl jiné, jak dokazuje jeho korespondence s Breuerem: „Stále si hrajeme na válku. To jediné, co je v Olomouci snesitelné, je velkoměstská kavárna se zmrzlinou, novinami a dobrým pečivem,“ napsal tehdy příteli.
Později se ale zmínil o českých zemích jako o své vlasti – v předmluvě k českému vydání svých přednášek Úvod do psychoanalysy z roku 1935 napsal: „Doufám, že se tomuto překladu mých přednášek do českého jazyka podaří získat v nově rozkvétající zemi stoupence pro mladou vědu psychoanalytickou. Vedle toho bude pro mne, starého muže, zadostiučiněním, že se přes znění přísloví přece jen poněkud uplatním ve své vlasti.“ (čímž narážel na biblické přísloví, že „ve své vlasti není nikdo prorokem“)
Rodiště Příbor je často zmiňováno v jeho díle, v článku O krycích vzpomínkách si vybavuje vzpomínku na dětskou hru na louce za městem a o rodišti píše: „Ve městě jsem se nikdy necítil příliš dobře. Myslím, že mě nikdy neopustila touha po krásných lesích rodného kraje, ve kterých jsem otci utíkal, sotva jsem se naučil chodit“.
Ve Výkladu snů vzpomíná historku, jak jeho otec ve Příboru čelil antisemitskému útoku, a rodiště se objevuje i v jednom jeho snu o otci. Ve Výkladu snů zmiňuje i návštěvu Prahy ze studentských let a dojem, že místní slovanské obyvatelstvo není příliš tolerantní k užívání němčiny. Do Prahy jezdil i později, o čemž svědčí vzpomínka známého iluzionisty Erika Jana Hanussena, který Freuda potkal v hotelu na pražské Flóře. Do deníku si zapsal: „Je tu jakýsi lékař z Vídně, jmenuje se Freud. Zahrál jsem si s ním partii biliáru a na celé čáře jsem vyhrál. Vyprávěl jsem mu, že experimentuji s hypnózou. Ten doktor řekl, že to dělá také, ale jen z terapeutických důvodů, jinak by to bylo pouhé šarlatánství. Protože jsem poznal, že má z té velké prohry špatnou náladu, nenechal jsem se vyprovokovat a pozval ho na moka. Potom mi udělal nesrozumitelnou přednášku o svém objevu podvědomí. To tak! Jak by mohl právě on objevit podvědomí? Protože mě nudil, vyzval jsem ho k nové partii biliáru, kterou jsem rovněž vyhrál.“
Při autoanalýze se mu údajně částečně vrátila znalost češtiny. Důvěřoval jen českému služebnictvu a byl milovníkem pravých olomouckých tvarůžků.
Do Freudova osudu však výrazně zasáhlo i Slovensko, byť ne tak výrazně, jak zpočátku věřil. Roku 1918 trávil léto ve Vysokých Tatrách. Sandor Ferenczi tam za ním poslal z Budapešti svého přítele, bohatého pivovarníka Antona von Freunda, kterého nechtěl sám léčit, protože si byli příliš blízcí. Von Freund byl po amputaci jednoho varlete, které bylo zasaženo karcinomem. Ačkoli k tomu nebyl fyziologický důvod, stal se po operaci impotentním. Freud se rozhodl pro rychlou analýzu během procházek po Tatrách. Rychle rozpoznal, že operace pivovarníkovi znovuzpřítomnila kastrační obavy z dětství. Von Freundovi se skutečně ulevilo a v nadšení okamžitě Freudovi nabídl dar jednoho milionu korun, který brzy skutečně vložil do nadace pro rozvoj psychoanalýzy. Freud byl v šoku, protože jeho hnutí trpělo neustále finanční nouzí, zvláště ve válečných časech. Freud mohl s penězi volně disponovat a rozhodl se vybudovat vlastní psychoanalytické nakladatelství. Bez obav z účtu utratil 50 000 korun na nákup tiskařských strojů, navíc podepsal řadu smluv, z nichž pro nakladatelství plynuly finanční závazky. Jenže přišel rychlý zvrat, krátce po válce v Maďarsku padla revoluční komunistická vláda Bély Kuna (která ostatně psychoanalýze velmi přála, Ferenczi se na revoluci přímo podílel) a nastoupil k moci autoritativní diktátor Miklós Horthy, který zakázal převod jakýchkoli peněz z maďarských účtů do zahraničí. Freud už se k von Freundovým penězům nikdy nedostal a psychoanalytické nakladatelství (zpočátku ho vedl Otto Rank, později Freudův syn Martin), ač existovalo, téměř napořád už se pak topilo v dluzích.

### Freud a židovství

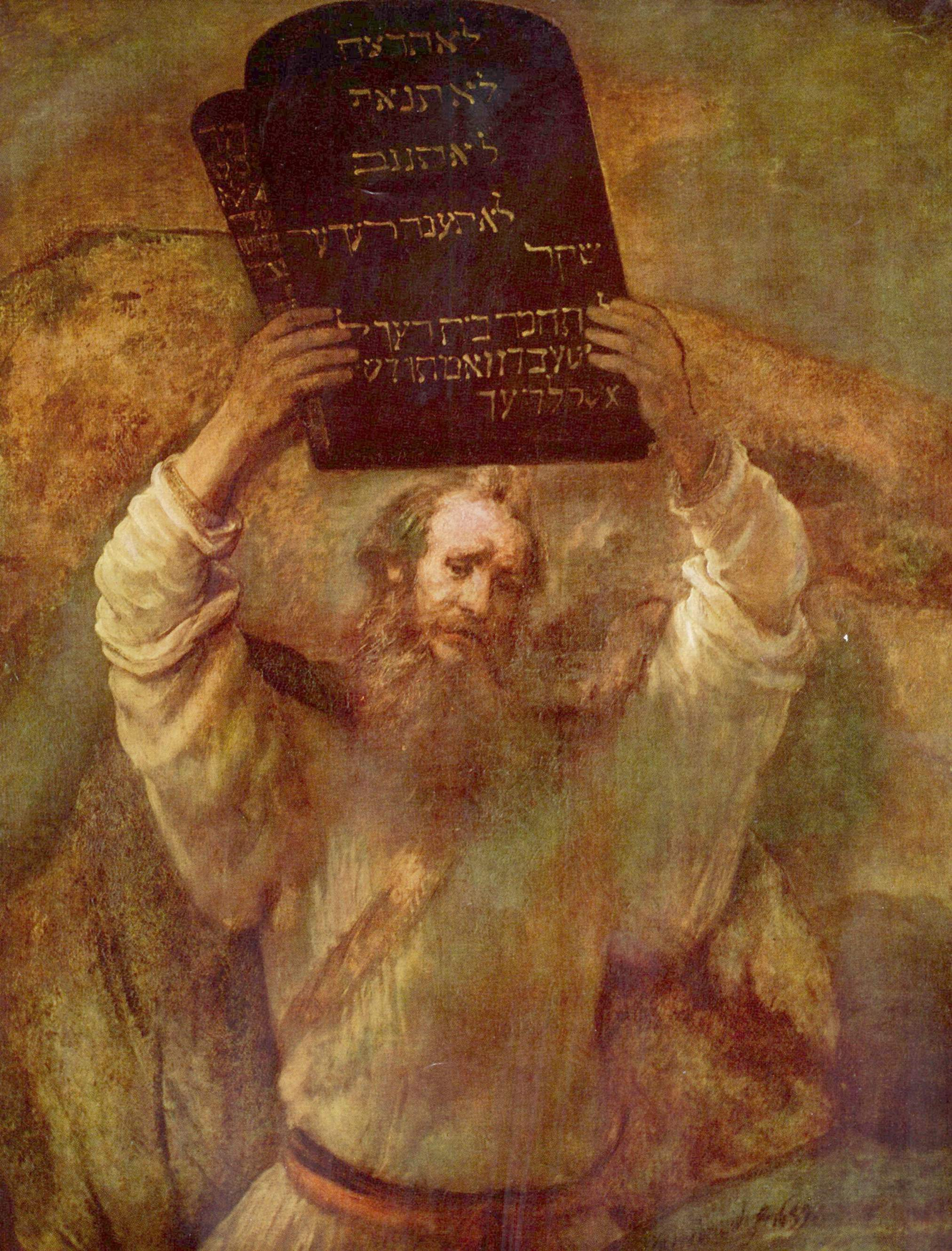
Podle Freuda byl Mojžíš Egypťan (na obrázku Rembrandtova malba)

Freud se vždy cítil Židem v národním smyslu. V životopisné črtě O sobě a psychoanalýze vzpomínal, jak bolestně se ho dotkla vlna antisemitismu, s níž se setkal na Vídeňské univerzitě – utvrdila ho v jeho židovství. „Nikdy jsem nepochopil, proč bych se měl za svůj původ, nebo – jak se začalo říkat – za svou rasu stydět.“
To však neznamená, že by měl blízko k judaismu. V dopise řediteli židovského vydavatelství v Curychu napsal: „Židovské náboženství je mi stejně vzdálené jako všechna ostatní náboženství (...) citově na něm nejsem účasten. Oproti tomu jsem měl vždy silný cit sounáležitosti se svým národem, a ten jsem podporoval i u svých dětí. Všichni jsme zůstali židovského náboženského vyznání.“
Freud skutečně judaismus nijak nešetřil mezi jinými náboženstvími – v knize Muž Mojžíš a monoteistické náboženství vyslovil tezi, že Mojžíš byl původem Egypťan, který se založením judaismu pokusil zachránit monoteistický Atonův kult, a že byl židovským lidem zabit, z čehož vznikl „židovský pocit viny“, základ židovské kultury (dle Freuda musí být pocit viny základem kultury vždy). Podle filozofa Michela Onfraye bylo krajně nevhodné, že tyto teze Freud publikoval v době silného pronásledování Židů v Německu. Obvinění z antisemitismu je však neobhajitelné, Freud si židovské kultury vždy vážil, nikdy nebral honoráře za překlad svých děl do hebrejštiny, Paul Johnson ho dokonce označil za „nejvýraznějšího představitele židovství“ v moderní éře.
Freud viděl v židovství mimořádný zdroj energie. Maxi Grafovi jednou prý řekl: „Pokud neumožníš svému synovi, aby vyrostl jako Žid, zbavíš ho tím zdrojů energie, které se nedají ničím jiným nahradit.“ Není však zcela jasné, co tím myslel, neboť jakoukoli náboženskou výchovu vždy odmítal a ani jemu samotnému se jí nedostalo. Sám v této otázce zřejmě neměl zcela jasno, o čemž svědčí vyjádření v předmluvě k hebrejskému vydání Totemu a tabu z roku 1930: „Žádný ze čtenářů této knihy se nebude moci tak snadno vmyslet do citového rozpoložení autora, který nerozumí svatému jazyku, náboženství otců – jako každému jinému – je zcela odcizen, nacionalistické ideály nemůže sdílet, a přece nikdy nezapíral příslušnost ke svému národu, svůj svéráz pociťuje jako židovský a nepřeje si, aby tomu bylo jinak. Zeptali-li bychom se jej: co je na tobě židovského, když jsi se vzdal všech těchto věcí, jež jsi měl se svými soukmenovci společné? – potom by odpověděl: ještě velmi mnoho, pravděpodobně to hlavní. Avšak toto podstatné by v současné době nedokázal vyjádřit jasnými slovy.“

### Rodina, soukromí a osobní život

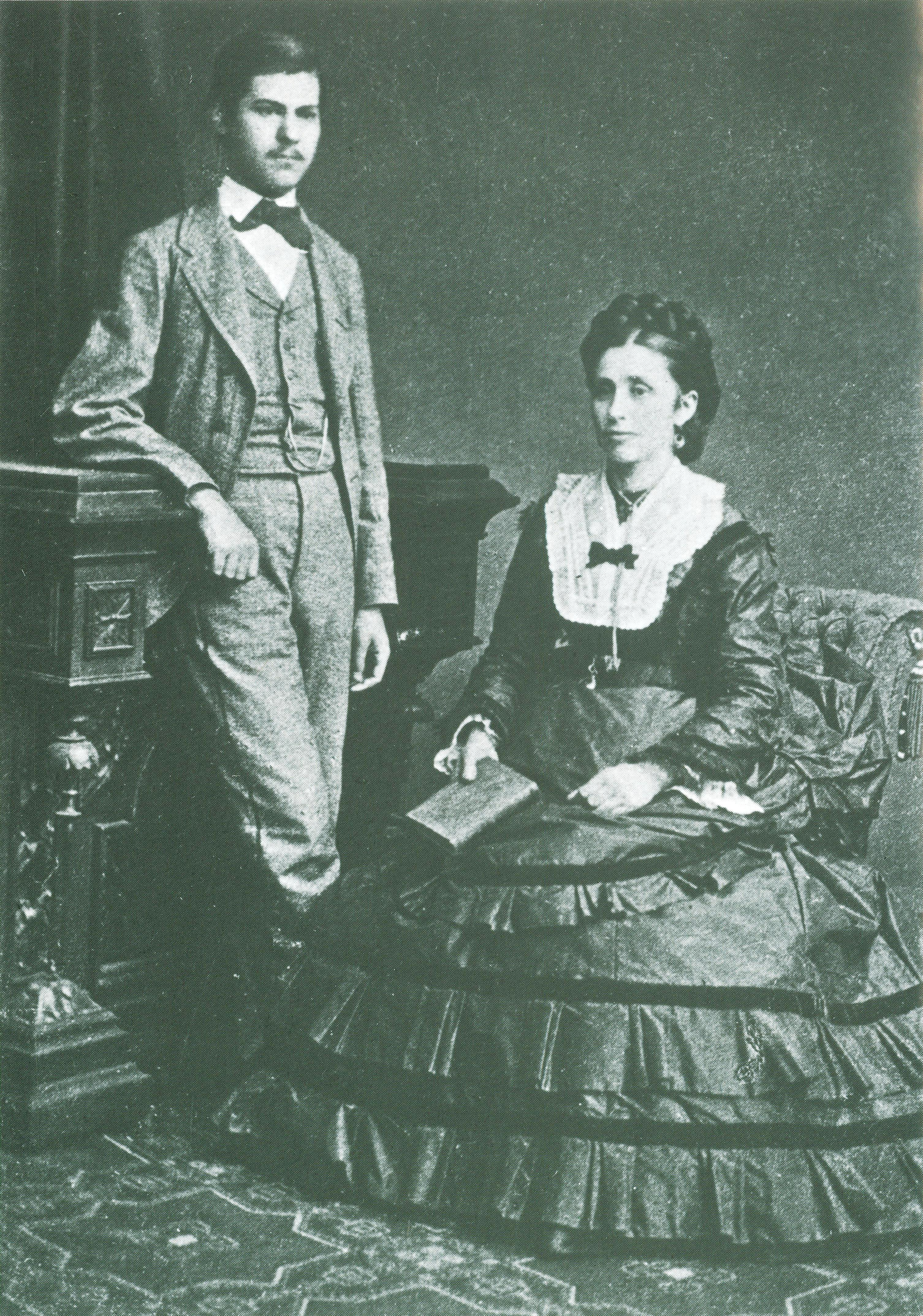
Šestnáctiletý Freud s matkou Amalií

Otec i matka pocházeli z Haliče, z území dnešní Ukrajiny (matka z města Brody, centra chasidské kultury).
Okolo data jeho narození panují nejasnosti. Určitě se narodil některého šestého dne v měsíci roku 1856, ale zda to bylo v květnu, jak se oficiálně uvádí, je nejisté. Až do roku 1931 toto datum všichni považovali za nesporné, ale tehdy radní v Příboře chtěli na počest rodáka vytvořit pamětní desku a po nahlédnutí do obecní matriky zjistili, že písař jasně poznačil 6. březen. V rodinné bibli otec zaznamenal narození na úterý židovského měsíce roš chodeš roku 5616 (převodem do gregoriánského kalendáře se dojde k datu 6. května) – ovšem možná jen proto, aby mezi svatbou a narozením prvního dítěte uplynulo 9 měsíců.
Freud se původně nejmenoval Sigmund, ale Sigismund. Změnil si jméno na studiích kvůli svému příbuznému, který se jmenoval rovněž Sigismund. Octave Mannoni však upozornil, že změna jména mohla mít hlubší psychologické motivy a že podobně později začal používat slovo narcismus namísto správného narcissismus.
Podle rodinné legendy, kterou Freud připomíná ve Výkladu snů (při analýze snu o strýci Josefovi), jakási selka po jeho narození prorokovala jeho matce, že „právě darovala světu velkého muže“. Freudova matka byla třetí ženou jeho otce (obě manželky před ní záhy zemřely), když se Sigismund Freud narodil, měl už dva dospělé nevlastní bratry. Svého otce prý původně považoval za dědečka a nevlastního bratra za otce. Byl to údajně „mámin mazlíček“ (prvorozený) a mnohem blíž než k sourozencům měl ke svému stejně starému synovci. Byli to nerozluční přátelé. Freud vztah k synovci považoval za klíčové téma své autoanalýzy a vysvětloval skrze něj i svůj vztah k některým přátelům a žákům – potřebou blízkého přítele si získat, ale zároveň ho brzy zapudit.
Freud svou matku vždy vykresloval jako obětavou a milující osobu. Podle svědectví Freudových vnoučat však šlo o dominantní ženu, kterou nikdy neopouštěla štiplavá ironie. V rodině měla přezdívku „frau tornado“.
Ve čtvrté třídě (14 let) měl z chování dostatečnou (čtyřku): věděl totiž o tom, že jeho spolužáci navštěvují vykřičené domy a lokály, a nikomu o tom neřekl. Známka snížená o dva stupně se v následujících dvou pololetích opět vrátila na výbornou a tam už zůstala do konce studií, ačkoliv byl Freud často mluvčím nespokojených chlapců – učitelé však toto chování u jinak pilného žáka se smyslem pro povinnost tolerovali.

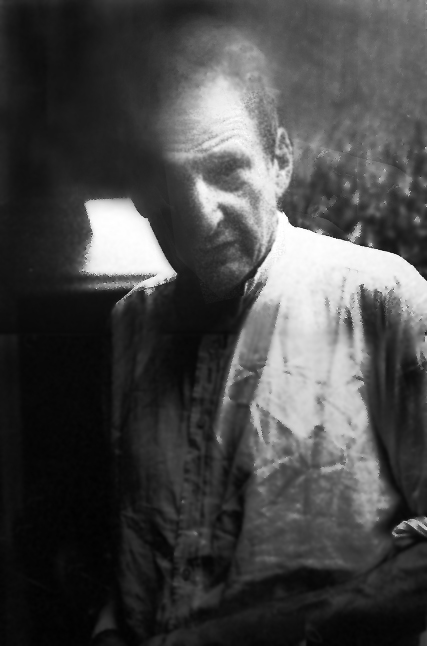
Freudův vnuk, malíř Lucian Freud

Na svatbu se svou snoubenkou čekal Freud přes čtyři roky, protože matka snoubenky nechtěla dát dceru nezajištěnému mladíkovi bez peněz. Dokonce se s Martou odstěhovala z Vídně. Freud v tu dobu napsal své snoubence zhruba 1500 mnohostránkových dopisů. Zveřejněna z nich byla dosud jen část. Podle většiny životopisců nebyl své ženě nikdy nevěrný. Existuje pouze spekulace (kterou rozšířil Jung), že měl poměr se svou švagrovou Minnou Bernaysovou, která jeden čas žila s Freudovými. Tuto spekulaci rozvíjel kupříkladu antifreudovsky naladěný Hans Eysenck.
Freud měl šest dětí, tři syny a tři dcery. Roku 1887 se narodila Mathilde, roku 1889 Jean-Martin (pojmenován podle Charcota), roku 1891 Olivier (pojmenován podle Olivera Cromwella), roku 1892 Ernst (pojmenován podle Brückeho), roku 1893 Sophie a roku 1895 Anna. Anna se stala významnou psychoanalytičkou, Ernst byl architektem a angažoval se v sionistickém hnutí. Jeho vnuk Lucian Freud se stal významným malířem, jeho druhý vnuk Clement Freud spisovatelem (jeho nejznámějším dílem je kniha pro děti Grimble) a politikem (poslanec parlamentu za Liberální stranu 1973–1987). Lucianova dcera Bella je významnou módní návrhářkou, druhá dcera Esther spisovatelkou (Její autobiografický román Hideous Kinky se dočkal i filmového zpracování s Kate Winsletovou v hlavní roli). Clementova dcera Emma je manželkou scenáristy Richarda Curtise (autora komedií Notting Hill, Čtyři svatby a jeden pohřeb, Deník Bridget Jonesové, Láska nebeská, Mr. Bean či seriálu Černá zmije), syn Mathew se zase přiženil do rodiny mediálního magnáta Ruperta Murdocha. Freudův synovec Edward L. Bernays se stal zakladatelem moderních public relations.
Freud rád hrál taroky a hru Go. Choval psy čau-čau.

### Kokainová aféra
Velmi se zajímal o kokain (tehdy to byla neznámá droga, považována za neškodnou). Přišel na jeho povzbuzující účinky a dost s ním experimentoval. Posílal jej snoubence i přátelům. Jednoho dne přišel i na jeho znecitlivující účinky (při jedné aplikaci mu zdřevěněl jazyk). Později je ověřil i na druhé osobě, to když chtěl pomoci asistentovi v nemocnici, který si stěžoval na děsivé bolesti zubů. Do laboratoře, kde Freud kokain aplikoval, oba následoval houf zvědavých kolegů. Díky droze asistenta bolesti sužovat přestaly, což všechny udivilo. Freud poté odjel za svou snoubenkou, ale dva lékaři, kteří úspěchu koky přihlíželi – Carl Koller a Leopold Königstein – ji nezávisle na sobě začali pilně zkoumat. Když se Freud vrátil do Vídně, dozvěděl se, že doktor Koller splnil sen každého anesteziologa – založil s pomocí kokainu lokální anesteziologii. Operovat například oči bylo od té doby možné bezbolestně a při vědomí pacienta. Freud tak přišel o možnost se proslavit. Zpočátku Kollerovi nic nezazlíval, ale podle řady životopisců cítil určitou křivdu kvůli tomu, že ani Koller (rodák ze Sušice), ani Königstein (který objev aplikoval do praxe) se nikdy nezmínili o jeho prvenství.

### Zajímavosti

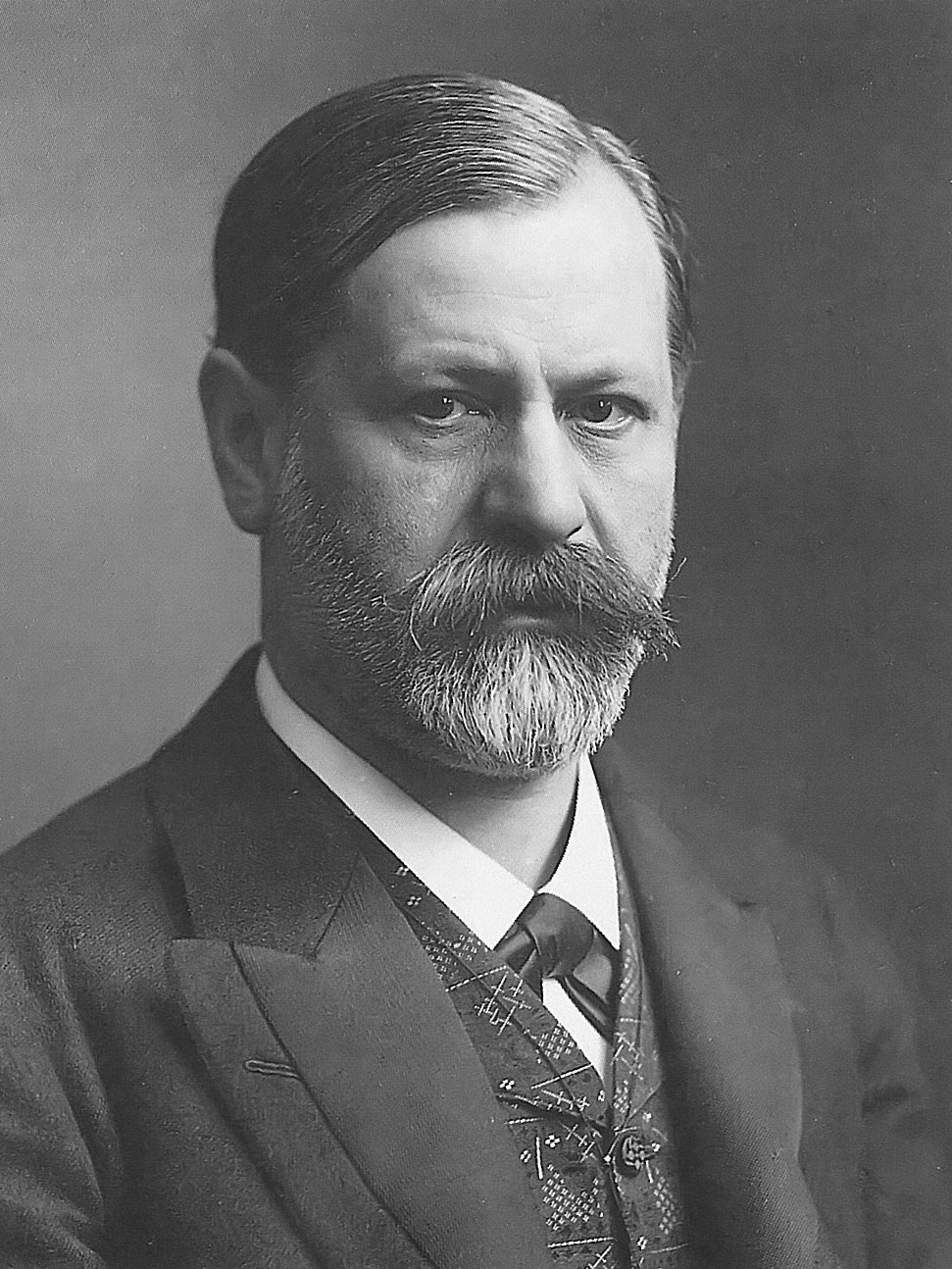
Ludwig Grillich: Sigmund Freud, asi 1905

- Roku 1885 spálil všechny své vědecké práce, výpisky a dopisy (krom těch od snoubenky Marty). V dopise Martě to následně komentoval: „Životopisci ať se moří, nebudeme jim to ulehčovat. Už se těším, jak se budou mýlit.“[10]

- Disponoval tzv. fonografickou pamětí,[81] tedy byl schopen po vyslechnutí dlouhých promluv takřka přesně je z odstupu písemně zaznamenat – takto vznikl v letech 1915–1918 jeho spis Přednášky k úvodu do psychoanalysy. Přednášky pronášel spatra na Vídeňské univerzitě a teprve večer je zaznamenal na papír, dle svědků takřka v doslovném znění. Tato schopnost podmiňovala jeho snadné učení se cizím jazykům i práci s pacienty – Freud si při psychoanalytickém vyšetřování nikdy nic nezapisoval, domníval se, že by to pacienty rušilo, poznámky o všech během dne provedených analýzách si vždy udělal až večer.

- Celý život trpěl „cestovní neurózou“, zejména jízda vlakem ho zneklidňovala. Autoanalýza mu ukázala, že odpor k železnici v něm vznikl kolem třetího roku života, když rodina opouštěla Příbor a mířila do Lipska. Ve Vratislavi na nádraží spatřil prvně v životě plynové osvětlení, které ho poděsilo, protože mu připomnělo historky o plamenech pekelných, o nichž mu vyprávěla jeho katolická chůva Monika Zajícová.[9] Ta byla vůbec významnou figurou jeho dětství, Freud ji velmi miloval. V autoanalýze se mu však vynořil její obraz jako svůdkyně a poněkud zvláštní vychovatelky, nechávala ho například koupat ve vodě, která byla znečištěna její menstruační krví.[82] Ovlivnila nejspíše i jeho vztah k náboženství, brávala ho s sebou často do kostela.

- Zakladatel moderního managementu Peter Drucker ve svých pamětech vzpomíná, jak ho jako chlapce jednou rodiče během návštěvy kavárny upozornili, že právě „vstoupil nejdůležitější muž v Evropě“. Drucker se tehdy zeptal „Důležitější než císař?“ a rodiče prý odpověděli „Ano, důležitější než císař“. Tím mužem byl Freud. Drucker upozorňuje, že jeho rodiče nepatřili k úzkému kruhu Freudových příznivců, a vyvozuje z toho, že Freud nebyl ve Vídni zdaleka takový vyděděnec, jak praví freudovská legenda, naopak byl již tehdy uznáván jako velká osobnost.[83]

- Ač se Freudovi dostalo v USA zřejmě vůbec nejlepšího přijetí ze všech zemí, do nichž psychoanalýza pronikla, Americe nedůvěřoval, obával se povrchního amerického přístupu k věci.[84] Podílelo se na tom i několik kuriózních příhod, na něž Freud nebyl připraven: Roku 1925 mu slavný filmový magnát Samuel Goldwyn nabídl 100 000 dolarů, když přijede do Hollywoodu a bude se podílet na scénáři k sérii filmů o milostných romancích minulosti, mimo jiné mezi Kleopatrou a Marcem Antoniem.[24] Podobné nabídky se na něj sesypaly z USA po vypuknutí případu Loeb-Leopold, v němž dva chicagští chlapci zavraždili svého čtrnáctiletého příbuzného (Roberta Frankse) jen proto, aby spáchali „dokonalý zločin“. Mediální magnát William Randolph Hearst Freudovi nabídl, že pro něj vypraví soukromou loď, pokud přijede svědčit k soudu, chicagské noviny Tribune zase pět tisíc dolarů, když podrobí oba vrahy psychoanalýze.[24] Novinář Billy Wilder, budoucí slavný filmový režisér, se zase nechal k Freudovi objednat jako pacient, aby z něj vymámil interview – Freud ho vykázal ze své pracovny.[34]

## Dílo

### Volné asociace
Metoda volných asociací je jádrem Freudovy terapeutické techniky. Freud nechal pacienty ulehnout na lehátko a přiměl je, aby bez sebemenší kontroly rozumu, svědomí či vkusu (tzv. základní psychoanalytické pravidlo) říkali, co jim právě běží hlavou – jaké obrazy, vzpomínky, fantazie. Nejprve zjistil, že se lze touto technikou dobrat k nevědomým obsahům úplně stejně jako v hypnóze, posléze si povšiml, že navzdory přijetí základního psychoanalytického pravidla pacienti při volném asociování některé věci nevysloví, v toku jejich řeči se vyskytnou proluky či úplný blok. Tomuto jevu říkal Freud odpor a ten by měl být pro psychoanalytika hlavním vodítkem, že Ego (v původní Freudově topice vědomí) se brání přijetí čehosi nevědomého. Z toho Freud usuzoval, že střet s tímto nevědomým je také jádrem pacientovy neurózy. Volné asociace pacienta přimějí též k regresivní formě myšlení (primárně-procesuálnímu myšlení), což podporuje stav tzv. přenosu, tedy situaci, že pacient se začne vztahovat k analytikovi jako k nevědomě významným figurám ze své minulosti (nejčastěji matka či otec).

### Oidipovský komplex

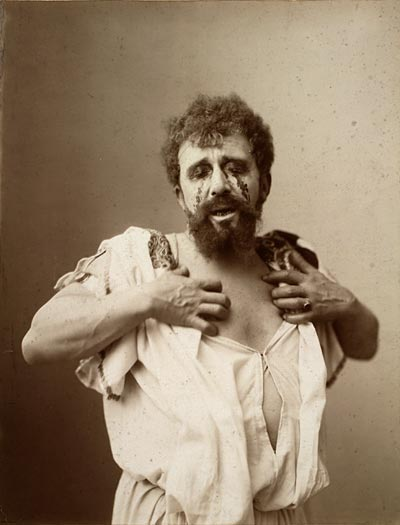
Sofoklův Oidipus si nakonec vypíchne oči. Podle Freuda jde o symbol kastrace

Dle Freuda pochopí dítě kolem třetího až osmého roku života, že otec s matkou mají mezi sebou cosi, co dítě rovněž chce, a čehož lze dosáhnout odstraněním konkurenta, rivala, obvykle rodiče stejného pohlaví. Ovšem vedle toho je potřeba cenného rodiče stejného pohlaví uchovat při životě. Dítě zažívá tedy význačné prožitky ambivalence, chlapec vůči otci a dívka vůči matce, které ve zdařilém případě řeší tak, že se své oidipovské volby na vědomé rovině vzdá, vražedná přání vytěsní a identifikuje se s rodiči. Součástí oidipovského komplexu je i tzv. komplex kastrační. Dle Freuda je klíčovým vývojovým momentem, když děti poznají, že chlapci penis mají a dívky ho nemají. Chlapci se začnou domnívat, že penis může být odebrán za trest, a počnou se obávat, že budou-li masturbovat a chtít svou matku, o penis přijdou (kastrační strach). Dívky se počnou domnívat, že jim byl penis odebrán za trest. Když dívka pozná, že ani matka nemá penis, počne si jí méně vážit, ztrátu penisu jí začne vyčítat a přesune svůj zájem na otce. Otec jí pak má poskytnout za penis náhradu – dítě.

### Vývoj libida
Libido se mimo psychoanalýzu někdy definuje jako „pohlavní pud“. Pro psychoanalytiky však jde o energii, či dokonce spíše o „metaforu energie”, která má zdroj buď v nevědomí, anebo v těle. Když se za zdroj považuje tělo, je libidem myšlena spíše energie, kterou jsou obsazeny výboje pohlavního pudu. Když se za zdroj považuje nevědomí, vyniká „metaforická povaha” pojmu libido. Pojem libido Freud převzal z latiny, kde původně značil přání, touhu či nutkání, což akcentuje pudový charakter této energie, Freud však stejně tak akcentoval psychickou povahu této energie, když o libidu hovořil jako o „palivu psychického systému“. Obě představy jsou u Freuda, tak jako v mnoha jiných případech, zakotveny v různých fázích jeho tvorby.
Libido se podle Freuda vyvíjí tak, že prochází různými stádii, v nichž se mění zdroje a formy sexuální slasti:
- Orální období: Erotogenní zónou ústa, libost získávána sáním, kousáním a žvýkáním
- Anální období: Slast získávána zadržováním a vypouštěním stolice, díky nácviku čistoty se slast ze zadržování a vypouštění stává socializovanou, buď je zdrojem hrdosti, nebo zdrojem pokoření, může být prostředkem k vyjádření vzdoru nebo poslušnosti
- Falické období: Významné se stávají genitálie, souběžně probíhá oidipovský a kastrační komplex
- Latence: Díky vývoji oidipovského a kastračního komplexu, resp. identifikaci s rodičem stejného pohlaví a vytěsnění agrese a sexuálních přání pudy jakoby kanalizovány a dítě zdánlivě desexualizováno
- Genitální období: Období, jehož cílem je ustavení pevné identity, včetně identity sexuální. Závěrem by mělo být navázání intimního vztahu, tedy nová objektní volba mimo rámec původní rodiny.

| Orální období | → | Anální období         | → | Falické období | → | Fáze latence   | → | Genitální období     |
|               |   |                       |   |                |   |                |   |                      |
| Do 18 měsíců  |   | Od 18 měsíců do 2 let |   | Od 3 do 5 let  |   | Od 6 do 12 let |   | Puberta, adolescence |

Každé pozdější libidinosní pohyby jiným směrem než ke genitalitě jsou projevem fixace či regrese. Pokud se průchod vývojovou fází nezdaří, dochází k fixaci (na fázi libida, na objekt), při komplikovaném průchodu dochází v dospělosti k regresi. Fixovaná nebo regredující osoba pak má infantilní způsoby chování, nebo se k nim uchyluje pod vnějším tlakem (eventuálně si vybírá erotické objekty na základě podobnosti s fixovaným objektem – např. velká ňadra – případně lze indikovat ztrátu energie uvázané na objekt). Podle Freuda se každá fixace či regrese v dospělosti projevuje buď psychickou poruchou anebo sexuální perverzí. Sexuální perverze otevřeně manifestuje původní sexuální tematiku, původní objekty a také vztah k erogenním zónám. U neuróz či jiných poruch psychoanalytik indikuje téma, objekty i drážděné zóny (např. problémy s vyměšováním) analogicky jako u perverzí. Perverze jsou pro Freuda svědky dějin libida, podobně jako neurózy. Perverze jsou negativy neuróz; to, co neurotik potlačuje, „deviant” přehrává. I úkolem perverze je však bránit Ego před úzkostí. Dítě je pro Freuda „polymorfně perverzní” a sexuální perverze v dospělosti představuje regresi ke sklonům infantilní sexuality.

### Vědomí, předvědomí, nevědomí (první topika)
Lidská psychika dle Freuda sestává ze tří vrstev:
- vědomí je vázáno na vnímání, zahrnuje tu část osobnosti, kterou si jedinec plně uvědomuje.
- předvědomí obsahuje zapomenuté, ale vybavitelné myšlenky, zážitky, konflikty, rozhodnutí atd. Obsahy předvědomí nečelí při přechodu do vědomí odporu.
- nevědomí je nejrozsáhlejší a vědomí nepřístupná část psychiky, představuje změť neorganizovaných představ, přání, obav, zkreslených obrazů skutečnosti. Do nevědomí jsou vytěsněny myšlenky a city, které by pro jedince byly při uvědomění příliš zraňující, ponižující, budily pocity úzkosti nebo viny. Podle Freuda co je nevědomé, má stálou tendenci stát se vědomým a psychika musí vynakládat energii, aby se tomu nestalo. Proto například lidé, kteří toho moc vytěsnili, mohou podle Freuda cítit únavu bez zjevné příčiny.

### Ego, Superego, Id (druhá topika)

Freudovský model psýché

Freud vymezuje tři poměrně nezávislé složky (id, ego a superego), které se řídí rozdílnými, navzájem rozpornými principy a cíli:
- Id (Ono), z něhož vyvěrá pudová duševní energie (libido), která je hybnou silou člověka, je zdrojem energie pro ego i superego. Id je iracionální, nebere ohled na realitu, jeho cílem je okamžité uspokojení svých přání, řídí se principem slasti. Id je zcela nevědomé. Podle Freuda představují sny splněná přání id a jsou bránou do nevědomí. Projevy ryzího id lze pozorovat u kojenců.
- Ego (Já) se řídí principem reality a má sebezáchovnou funkci. Vzniká z části id v průběhu vývoje dítěte vlivem jeho interakcí (vzájemného působení) s vnějším světem. Je racionální, zvažuje činy a jejich následky. Přání id porovnává s realitou, dává jim přijatelnou formu a uspokojuje je ve vhodnou chvíli a vhodným způsobem. Ego je vědomé, předvědomé i nevědomé. Nevědomá část se pomocí obranných mechanismů (viz dále) vypořádává jak s nepřijatelnými přáními id, tak s extrémními zákazy superega. Silné ego je znakem zdravě vyvinuté osobnosti.
- Superego (Nadjá) vzniklo v průběhu socializace z konfliktů dítě versus autorita, poskytuje ventil vlastním agresivním impulsům jedince, jde o proti sobě projevenou agresivitu. Obsahuje vědomě či nevědomě internalizované (zvnitřněné) omezení, zákazy a příkazy ukládané dítěti rodiči a dalšími pro dítě významnými autoritami. Je zdrojem nevědomého pocitu viny, vnitřní tísně. Řešení lze hledat v náboženství, které poskytne vysvětlení (jsi hříšník) i řešení (věříš-li, budeš spasen). Superego je moralizující silou v člověku, řídí se „principem dokonalosti“. Jednou jeho částí je svědomí, druhou částí je ideální ego, které usiluje o dokonalost a jehož základem byly činnosti a projevy dítěte, které rodiče chválili. Superego může být v rozporu se současnými hodnotami jedince. Silně rozvinuté superego se vyskytuje u perfekcionistů, slabě rozvinuté u zločinců.

## Následovníci

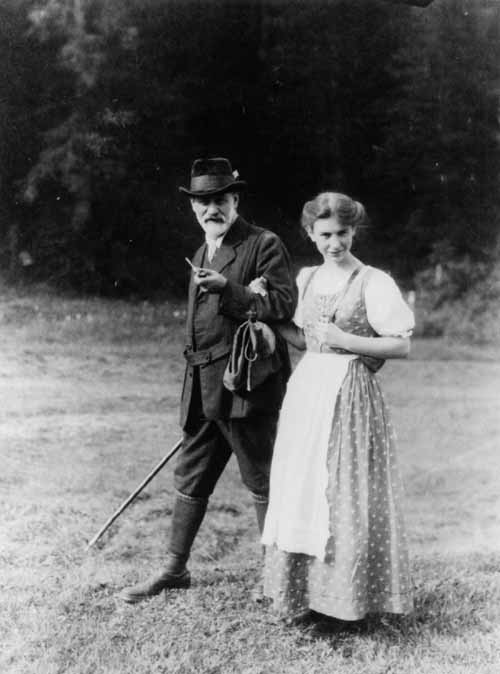
Anna Freudová s otcem

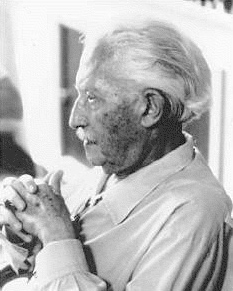
Erik Erikson

Za nejvýznamnější Freudovu následovnici bývá považována Melanie Kleinová, která obrátila svou pozornost k problému psychózy a nejranějšího vývoje dítěte. Její škola, kterou vybudovala, svedla mnoho teoretických půtek s konkurenčním směrem, který zpočátku reprezentovala zejména Freudova dcera Anna, posléze Heinz Hartmann, Margaret Mahlerová či Edith Jacobsonová. Anna se soustředila na rozvíjení strukturálního modelu a zejména na téma obran Ega. Hartmann rozvíjel teorii tzv. autonomních funkcí Ega, Mahlerová a Jacobsonová rozvinuli model nejranějšího vývoje dítěte, který s jinou terminologií popisoval mnohé z kleiniánských témat. K této škole, tzv. egopsychologům, patřil i Erik Erikson, který se zabýval zejména vztahem psychického vývoje a společnosti (kniha Dětství a společnost).
Mezi kleiniánskou a egopsychologickou skupinu se vklínila tzv. skupina středu tvořená rodilými britskými analytiky (Donald Woods Winnicott, Ronald Fairbairn, Harry Guntrip). Ze skupiny středu vzešly i osobnosti, které se posléze více osamostatnily: John Bowlby se svou vlivnou teorií přimknutí (attachment) či Michael Balint.
Zcela specificky se vyvíjela francouzská psychoanalýza, jejíž centrální osobností se stal Jacques Lacan, na jeho dílo reagovaly osobnosti jako Didier Anzieu, Jean Laplanche či André Green.
V USA se rozvinula zvláštní škola tzv. kulturní psychoanalýzy (Karen Horneyová, Erich Fromm, Harry Stack Sullivan).
O spojení freudismu s marxismem usilovali Herbert Marcuse či Louis Althusser.
Interpersonální školu reprezentoval zejména Stephen Mitchell, tzv. selfpsychologii na základně psychoanalýzy vystavěl Heinz Kohut.
Géza Róheim využil psychoanalýzu pro svá antropologická zkoumání.
Z psychoanalýzy vychází také analytická teorie osobnosti Carla Gustava Junga.

## Reflexe a kritika
Freud čelil vždy velkému přívalu kritiky, který on považoval za zákonitý projev odporu proti nevědomému. K nejvlivnějším kritikům freudismu patří Karl Popper, který freudismus označil za pseudovědu, protože jeho postuláty nejsou falsifikovatelné. Silná kritika zaznívá také z řad biologicky orientované psychiatrie, především z pozic behaviorismu, tu reprezentuje zejména Hans Eysenck, podle nějž „Freud vrátil psychologii o sto let zpátky“. Tradiční je kritika feministická, zahájila ji již Simone de Beauvoirová ve své slavné knize Druhé pohlaví. V 70. letech byla mezi levicovými intelektuály vlivná též dekonstruktivistická kritika psychoanalýzy Gillese Deleuzeho a Felixe Guattariho. Z pozic strukturalismu odmítl Freudovy názory (především antropologické spekulace o původu incestu) Claude Lévi-Strauss. Marxisticko-pavlovovskou kritiku Freuda reprezentoval například americký marxista Harry Kohlsaat Wells, jehož kniha Pavlov a Freud vyšla v roce 1963 i v Československu.

## Ohlas v kultuře
Ovlivnil řadu filmařů, k freudovské inspiraci se hlásili třeba Luis Buñuel či Alfred Hitchcock. Za typicky freudovský je považován Hitchcockův snímek Vertigo, ale filozof Slavoj Žižek upozornil na to, že i dům hlavního hrdiny v Psychu je strukturován dle freudovského modelu: sklep reprezentuje Id, první patro Ego a 2. patro Supergo.
Freud se sám objevil mnohokrát ve filmu. V životopisném filmu Freud: Tajná vášeň z roku 1962 představoval zakladatele psychoanalýzy Montgomery Clift.
Freud se stal i popkulturní postavou. Roku 1976 byla natočena kriminální komedie The Seven-Per-Cent Solution, v níž se slavný detektiv Sherlock Holmes pokouší u Sigmunda Freuda vyléčit ze závislosti na kokainu. (Nejde o příběh Conana Doyla). Film byl nominován na dva Oscary a Freuda ztvárnil Alan Arkin. Sherlock Holmes a Sigmund Freud se na plátně potkali ještě jednou, a to ve filmu Sherlock Holmes a pekelný stroj (v originále Sherlock Holmes and the Leading Lady), Freud zde roku 1910 hypnotizuje divu vídeňské operety Irene Adlerovou, aby společně s Holmesem zabránil atentátu na císaře Františka Josefa I.
Roku 1984 vznikla komedie Tajný deník Sigmunda Freuda (The Secret Diary of Sigmund Freud), Freuda zde hrál Bud Cort.
Ve stejném roce natočila BBC životopisný seriál Freud s Davidem Suchetem v hlavní roli (posléze se proslavil jako Hercule Poirot).
Česká televize natočila roku 1994 televizní film Bludiště, který pojednává o jednom případu Sigmunda Freuda. Jeho role se ujal František Němec, jeho pacientku zápolící s tajnou masturbací a svým despotickým otcem (Luděk Munzar) hrála Eva Vejmělková. Režii měl František Filip.
Americká společnost PBS roku 2004 vyprodukovala dokumentární drama The Question of God: Sigmund Freud & C.S. Lewis, kde Freuda v mládí hrál Declan Conlon a ve stáří Peter Eyre. V sérii hráli i čeští herci, Dáša Bláhová představovala Freudovu matku Amalii, Václav Benedikt jeho otce Jacoba a Jan Bartoš Jean-Martina Charcota.
V roce 2011 natočil kanadský režisér David Cronenberg film Nebezpečná metoda (Dangerous Method), který pojednává o vztahu Freuda, Junga a Sabiny Spielreinové. Freuda ztvárnil Viggo Mortensen.
Freud je předobrazem lékaře z kreslených vtipů Vladimíra Jiránka.

### Hlavní díla
- Studie o hysterii – vytěsnění
- Výklad snů – nevědomí, předvědomí, vědomí, oidipovský komplex
- Psychopatologie všedního života – freudovské přeřeknutí, předeterminovanost
- Vtip a jeho vztah k nevědomí
- Tři úvahy o sexuální teorii – libido, oralita, analita, perverze
- Zlomek analysy případu hysterie – chorobopis Dory
- Analýza fobie pětiletého chlapce – chorobopis Malého Hanse
- Poznámky k případu nutkavé neurózy – chorobopis Krysího muže
- Psychoanalytické poznámky k autobiograficky popsanému případu paranoie (dementia paranoides) – chorobopis prezidenta Schrebera
- Totem a tabu – vražda prvotního otce
- K zavedení narcismu – narcismus
- Z dějin případu dětské neurózy – chorobopis Vlčího muže
- Mimo princip slasti – pud života a pud smrti
- Já a Ono – Ego, Id, Superego

### Sebrané spisy
Svazek I. Spisy z let 1892–1899
(2000)
- Jeden případ hypnotického uzdravení s poznámkami o vzniku hysterických symptomů prostřednictvím „protivůle“
- Charcot
- Několik úvah ke srovnávacímu studiu organických a hysterických motorických ochrnutí
- Obranné neuropsychózy
- O psychickém mechanismu hysterických jevů
- Chorobopisy
- K psychoterapii hysterie
- O oprávněnosti oddělení určitého komplexu symptomů od neurastenie jakožto „úzkostné neurózy“
- Obsese a fobie
- Ke kritice „úzkostné neurózy“
- Další poznámky o obranných neuropsychózách
- Dědičnost a etiologie neuróz
- K etiologii hysterie
- Údaje o obsahu vědeckých prací soukromého docenta dr. Sigm. Freuda 1877–1897
- Sexualita v etiologii neuróz
- K psychickému mechanismu zapomnětlivosti
- O krycích vzpomínkách

Svazek II/III. Výklad snů. O snu
(1998)
Svazek IV. Psychopatologie všedního života
(1996)
Svazek V. Spisy z let 1904–1905
(2000)
- Freudovská psychoanalytická metoda
- O psychoterapii
- Tři pojednání k teorii sexuality
- Moje názory na roli sexuality v etiologii neuróz
- Zlomek analysy případu hysterie
- Psychická léčba (léčba duše)

Svazek VI. Vtip a jeho vztah k nevědomí
(2005)
Svazek VII. Spisy z let 1906–1909
(2003)
- Diagnostika skutkové podstaty a psychoanalýza
- K sexuální osvětě dětí
- Bludné představy a sny v knize W. Jensense „Gradiva“
- Nutkavá jednání a náboženské úkony
- „Kulturní“ sexuální morálka a moderní nervozita
- O dětských sexuálních teoriích
- Hysterické fantazie a jejich vztah k bisexualitě
- Charakter a anální erotika
- Básník a vytváření fantazie
- Rodinný román neurotiků
- Obecně o hysterickém záchvatu
- Analýza fobie pětiletého chlapce
- Poznámky k případu nutkavé neurózy

Svazek VIII. Spisy z let 1909–1913
(1997)
- O psychoanalýze
- K úvodu do diskuse o sebevraždě. Závěrečné slovo
- Příspěvky k psychologii milostného života I. a II.
- Psychogenní porucha zraku v psychoanalytickém pojetí
- Budoucí vyhlídky psychoanalytické terapie
- O „divoké“ psychoanalýze
- Vzpomínka z dětství Leonarda da Vinci
- O opačném významu prvotních slov
- Dopis dr. Friedrichu S. Kraussovi o „Antropophytei“
- Příklady prozrazení patogenních fantazií u neurotiků
- Formulování dvou principů psychického dění
- Psychoanalytické poznámky k autobiograficky popsanému případu paranoie (dementia paranoides)
- O typech neurotických onemocnění
- K úvodu do diskuse o onanii. Závěrečné slovo
- Význam pořadí samohlásek
- Zacházení s výkladem snů v psychoanalýze
- „Velká je Diana Efezských“
- K dynamice přenosu
- Rady lékaři při psychoanalytické léčbě
- Zájem o psychoanalýzu
- Dvě dětské lži
- Několik poznámek k pojmu nevědomí v psychoanalýze
- Náchylnost k nutkavé neuróze
- K zahájení léčby

Svazek IX. Totem a tabu
(1997)
Svazek X. Spisy z let 1913–1917
(2002)
- Pohádkový materiál ve snech
- Sen jako důkazní prostředek
- Motiv volby krabičky
- Zkušenosti a příklady z analytické praxe
- K dějinám psychoanalytického hnutí
- O „fausse reconnaissance“ („déja raconté“) během psychoanalytické práce
- Vybavování vzpomínek, opakování a propracovávání
- K zavedení narcismu
- Michelangelův Mojžíš
- K psychologii gymnasisty
- Pudy a jejich osudy
- Sdělení o případu paranoi odporujícím psychoanalytické teorii
- Vytěsnění
- Nevědomí
- Poznámky o přenosové lásce
- Aktuální poznámky o válce a smrti
- Pomíjejícnost
- Některé charakterové typy z psychoanalytické práce
- Vztah mezi symbolem a symptomem
- Mytologická paralela k jedné plastické nutkavé představě
- O přeměnách pudů zvláště anální erotiky
- Metapsychologické doplnění učení o snech
- Smutek a melancholie

Svazek XI. Přednášky k úvodu do psychoanalýzy
(1997)
Svazek XII. Spisy z let 1917–1920
(2003)
- Jedna potíž s psychoanalýzou
- Jedna vzpomínka z dětství z „Dichtung und Wahrheit“
- Z dějin případu dětské neurózy
- Příspěvky k psychologii milostného života III.
- Cesty psychoanalytické terapie
- „Dítě je bito“
- Něco tísnivého
- O psychogenezi jednoho případu ženské homosexuality
- Myšlenková asociace jednoho čtyřletého dítěte
- O předhistorii analytické techniky

Svazek XIII. Mimo princip slasti a jiné práce z let 1920–1924
(1999)
- Mimo princip slasti
- Davová psychologie a analýza Já
- Sen a telepatie
- O některých neurotických mechanizmech u žárlivosti, paranoi a homosexuality
- Psychoanalýza a teorie libida
- Já a Ono
- Genitální organizace u dětí
- Poznámky k teorii a praxi výkladu snů
- Ďábelská neuróza v sedmnáctém století
- Josef Popper-Lynkeus a teorie snů
- Ztráta smyslu pro realitu při neuróze a psychóze
- Ekonomický problém masochizmu
- Neuróza a psychóza
- Zánik oidipského komplexu
- Stručný nástin psychoanalýzy
- Dodatek k analýze malého Hanse

Svazek XIV. Spisy z let 1925–1931
(2007)
- „Zázračný blok“
- Popření
- Některé psychické důsledky anatomického rozdílu mezi pohlavími
- O sobě a psychoanalýze
- Odpor proti psychoanalýze
- Zabrzdění, symptom, úzkost
- Otázka analýzy prováděné laiky
- Psychoanalýza
- Fetišismus
- Budoucnost jedné iluze
- Humor
- Náboženský prožitek
- Dostojevský a otcovražda
- Pocit stísněnosti v kultuře
- O libidinózních typech
- O ženské sexualitě
- Goethova cena 1930
- Dopis Romainu Rollandovi
- Ernestu Jonesovi k 50. narozeninám
- Dopis vydavateli Jüdische Presszentrale Zürich
- K otevření hebrejské university
- Dopis Maximu Leroyovi o jednom Descartovu snu
- Dopis starostovi města Příbor

Svazek XV. Nová řada přednášek k úvodu do psychoanalýzy
(1997)
Svazek XVI. Spisy z let 1932–1939
(1998)
- K získání ohně
- Proč válka?
- Dodatek k mé autobiografii
- Jemnost jednoho chybného úkonu
- Konstrukce v analýze
- Konečná a nekonečná analýza
- Muž Mojžíš a monoteistické náboženství

Svazek XVII. Spisy z pozůstalosti 1892–1938
(1996)
- Příspěvky ke „Studiím o hysterii“
- Vyplněné tušení ze snu
- Psychoanalýza a telepatie
- Hlava medúzy
- Proslov ke členům spolku B'nai B'rith (1926)
- Rozštěpení Já při obranném postupu
- Nástin psychoanalýzy
- Some Elementary Lessons in Psycho-Analysis
- Výsledky, myšlenky, problémy

### Novější vydání
- FREUD, Sigmund. Nová řada přednášek k úvodu do psychoanalýzy. Překlad Wiškovský, Eugen. Praha: Portál, 2024. 200 s. ISBN 978-80-262-2213-2.
- FREUD, Sigmund. Nespokojenost v civilizaci. Překlad Školníková, Ivana. Praha: Knihy Kučera, 2023. 80 s. ISBN 978-80-11-03141-1
- FREUD, Sigmund. Krysí muž a Vlčí muž. Překlad Kopal, Miloš. Praha: Portál, 2022. 296 s. ISBN 978-80-262-1955-2.
- FREUD, Sigmund. Výklad snů. Překlad Fridmann, Ota. Praha: Naše vojsko, 2021. 560 s. ISBN 978-80-206-1961-7.
- FREUD, Sigmund. Přednášky k úvodu do psychoanalýzy. Překlad Pechar, Jiří. Praha: Portál, 2020. 336 s. ISBN 978-80-262-1573-8.
- FREUD, Sigmund. Totem a tabu. Překlad Hošek, Ludvík. Praha: Portál, 2017. 184 s. ISBN 978-80-262-1249-2.
- FREUD, Sigmund. Psychopatologie všedního života. Praha: Portál, 2016. 256 s. ISBN 978-80-262-1027-6.

### Životopisy v češtině
- BABIN, Pierre. Sigmund Freud - tragédie nepochopení. Bratislava: Slovart, 1994. 144 s. ISBN 80-7145-121-5.
- CVEKL, Jiří. Sigmund Freud. Praha: Orbis, 1965. 244 s.
- ČERNOUŠEK, Michal. Sigmund Freud - dobyvatel nevědomí. Litomyšl: Paseka, 1996. 181 s. ISBN 80-7185-126-4.
- MANNONI, Octave. Freud. Olomouc: Votobia, 1997. 188 s. ISBN 80-7198-036-6.
- MARKUS, Georg. Sigmund Freud a tajemství duše. Litomyšl: Paseka, 2002. 264 s. ISBN 80-7185-447-6.
- SIMÉON, Michel; ARIEL, Robert. Freud: dobrodružství psychoanalýzy. Praha: Garamond, 2008. 56 s. ISBN 978-80-7407-020-4.
- STONE, Irving. Vášně mysli. Brno: Jota, 2010. 1008 s. ISBN 978-80-7217-792-9.
- STORR, Anthony. Freud. Praha: Argo, 1996. 162 s. ISBN 80-85794-93-4.

### Další historické práce v češtině
- ADAMEC, Jiří. Druhý život psychoanalýsy: z dopisů Sigmunda Freuda a Sándora Ferencziho. Brno: Filosofický seminář, 2009. 65 s. ISBN 978-80-87234-08-2. Dostupné on-line:
- ADAMEC, Jiří. Psychoanalýsa: přehled souborného síla Sigmunda Freuda. Brno: Filosofický seminář, 2008. 74 s. ISBN 978-80-254-1319-7. Dostupné on-line:
- ALBERTI, Christiane; SAURET, Marie-Jean. Psychoanalýza. Praha: Levné knihy, 2007. 65 s. ISBN 978-80-7309-500-0.
- BURIÁNEK, Václav. Fakta a dojmy: psychoanalytikův malý průvodce rodným krajem Sigmunda Freuda. Praha: Triton, 2006. 320 s. ISBN 978-80-7254-930-6.
- CHATEAU, Ladislava. Portrét pro Lou, Sabinu a Marii. Praha: Psychoanalytické nakladatelství, 2006. 190 s. ISBN 80-86123-22-7.
- KERR, John. Nebezpečná metoda: příběh Junga, Freuda a Sabiny Spielreinové. Praha: Prostor, 1999. 553 s. ISBN 80-7260-009-5.
- MAHLER, Martin (ed). Psychoanalýza v Čechách. Praha: Nakladatelství Franze Kafky, 1997. ISBN 80-85844-34-6.
- MASSON, Jeffrey Moussaieff. Útok na pravdu: Freudovo potlačení teorie svádění. Praha: Mladá fronta, 2007. 256 s. ISBN 978-80-204-1640-7.
- POJAR, Miloš. T. G. Masaryk a židovství. Praha: Academia, 2016. ISBN 978-80-200-2571-5. 10. kapitola: Masaryk a židovské osobnosti, s. 242-244.
- RICHEBÄCHER, Sabine. Život mezi Jungem a Freudem. Praha: Portál, 2011. 336 s. ISBN 978-80-262-0005-5.
- SAYERSOVÁ, Janet. Matky psychoanalýzy. Praha: Triton, 1999. 258 s. ISBN 80-7254-035-1.
- SCHWARTZ, Joseph. Dějiny psychoanalýzy. Praha: Triton, 2003. 352 s. ISBN 80-7254-393-8.
- SLIPP, Samuel. Freudovská mystika: Freud, ženy a feminismus. Praha: Triton, 2007. 266 s. ISBN 978-80-7254-891-0.
- WEISSWEILEROVÁ, Eva. Freudové: biografie jedné rodiny. Jinočany: H a H, 2008. 358 s. ISBN 978-80-7319-070-5.
- WOLFF, Larry. Týrání a zneužívání dětí ve Vídni v době Freuda (korespondenční lístky z konce světa). Praha: Triton, 2007. 336 s. ISBN 978-80-7254-869-9.
- YERUSHALMI, Yosef Hayim. Freudův Mojžíš : Judaismus konečný a nekonečný. Praha: Academia, 2015. 234 s. ISBN 978-80-200-2501-2.

### Životopisy nepřeložené
- FLEM, Lydia: L'Homme Freud: une biographie intellectuelle, Paris, Seuil 1991.
- GAY, Peter: Freud: A Life for Our Time, London, Papermac 1988.
- JONES, Ernest: Sigmund Freud: Life and Work I-III, London, Hogarth Press 1953–1957.
- MAJOR, René, TALAGRAND, Chantal: Freud, Paris, Gallimard 2006.
- ELLENBERGER, Henri F.: Histoire de la découverte de l'inconscient, Paris, Fayard 2008.

### Další historické práce (nepřeložené)
- ANZIEU, Didier: L'auto-analyse de Freud, Paris: Press Iniversitaires de France 1959.
- APPIGNANESI, Lisa, FORRESTER, John: Freud's Women, London: Phoenix 2005.
- BRIDGE, Marie: On the Way Home: Conversations Between Writers and Psychoanalysts, London: Karnac Books 2008.
- GARDINER, Muriel (ed): The Wolf-Man and Sigmund Freud, New York: Basic Books 1971.
- KANZER, Mark, GLENN, Jules (eds): Freud and his Patients, New York: Yason Aronson 1980.
- ROGAL, Stefan: Freuds Psychoanalyse: am Beispiel von Arthur Schnitzlers Novelle Leutnant Gustl, Leipzig: Militzke 2009.
- SAYERS, Janet: Freud's Art: Psychoanalysis Retold, London: Routledge 2007.
- WESTERINK, Herman: Controversy and challenge: the reception of Sigmund Freud's psychoanalysis in German and Dutch speaking theology and religious studies, Wien: LIT 2009.
- WEIGEL, Sigrid: Heine und Freud, Berlin: Kulturverlag Kadmos 2010.

### Přehledové práce o freudovské teorii
- FONAGY, Peter; TARGETOVÁ, Mary. Psychoanalytické teorie. Praha: Portál, 2005. 400 s. ISBN 80-7178-993-3.
- MITCHELL, Stephen; BLACKOVÁ, Margaret. Freud a po Freudovi. Praha: Triton, 1999. 314 s. ISBN 80-7254-029-7.
- RYCROFT, Charles. Kritický slovník psychoanalýzy. Praha: Psychoanalytické nakladatelství, 1993. 156 s. ISBN 80-901601-1-5.

## Umělecká díla inspirovaná životem S. Freuda
- Éric-Emmanuel Schmitt: Le Visiteur (1993), česky Návštěvník, překlad Michal Lázňovský a Tomáš Vondrovic, Praha : Divadelní ústav, 1998, ISBN 80-7008-071-X. Zpracováno v Českém rozhlasu v roce 1996. Rozhlasová úprava Michal Lázňovský a Tomáš Vondrovic. Hudba Petr Mandel. Dramaturg Hynek Pekárek. Režie Jiří Horčička. Osoby a obsazení: Sigmund Freud (Petr Pelzer), Anna, jeho dcera (Miluše Šplechtová), Neznámý (Ladislav Frej), Nacista (Jan Vlasák) a hlas (Jiří Plachý).[105]